# Лувр
48°51′39″ пн. ш. 2°20′9″ сх. д. / 48.86083° пн. ш. 2.33583° сх. д.

Музе́й Лу́вр (фр. Musée du Louvre) — один з найбільших музеїв світу, розташований на правому березі Сени в першому окрузі Парижу. Музей було відкрито 1793 року під назвою Центральний музей мистецтв Республіки.
Лувр демонструє понад 300 000 експонатів від найдавніших часів до XIX століття на виставковій площі 72 735 м².
У 2018 році кількість відвідувачів Лувру перевищила 10 млн осіб, що є рекордом.
Сучасний Лувр — результат послідовних будівельних проєктів, що здійснювалися протягом 800 років. Музей розміщено в палаці, що розташований на місці фортеці кінця XII століття, яка була побудована за часів правління Філіппа II. У XV столітті французький король Карл V зробив фортецю своєю резиденцією і заснував в ній бібліотеку. За часів правління короля Франциска I  архітектор П'єр Леско зніс фортецю і на її місці звів палац у стилі ренесанс. Свою нинішню квадратну форму Лувр отримав у період правління Людовика XIV. У 1682 році Людовик XIV переніс свою резиденцію у Версальський палац, і Лувр перетворився в місце зберігання королівської колекції, зокрема, з 1692 року колекції античної скульптури. Під час Французької революції Національні збори постановили, що Лувр має використовуватися як музей, демонструючи культурне надбання країни. Перший музей був відкритий у палаці в 1793 році.
З 2008 року експонати музею розділені на 9 колекцій: Стародавній Схід, Стародавній Єгипет, Стародавня Греція, Етрурія та Рим, Мистецтво ісламу, Скульптури, Предмети мистецтва, Образотворче мистецтво, Графічне мистецтво.

## Історія

### Початкова історія Лувру
Вважають, що колись на цьому місті був військовий табір франків, що намагались захопити стародавнє галло-римське місто Лютеція. Перша письмова згадка про Лувр віднайдена в письмовому джерелі за 1204 рік, де сповіщається про Вежу-донжон. Вежу побудували ще за короля Філіппа ІІ Августа у 1190 році. У 1317 році сюди перевезли королівську скарбницю. Стару вежу Лувра зруйнували за наказом короля Франциска І у 1528 році. Франциск першим почав широко колекціонувати твори мистецтва і запрошувати на службу у Францію митців з Італії і Нідерландів. Мистецькі збірки тоді розмістили не в Луврі, а в замку Фонтенбло, улюбленій резиденції монарха. Майстерні Фонтенбло були справжньою академією по вихованню майстрів і створенню творів мистецтва доби Відродження і маньєризму. Шедеври школи Фонтенбло пізніше розійшлися світом від Нью-Йорка до Москви як визначні твори XVI століття.
Створення королівської резиденції в Луврі розпочали у 1546 році (архітектор П'єр Леско). Квадратний двір палацу створили архітектори Жак Лемерсьє, а наприкінці XVII століття добудував Луї Лево. Лувр ставав конгломератом різностильових споруд від доби відродження до класицизму (східна Колонада Лувру, архітектор Клод Перро). Будівельні роботи припинилися за короля Луї XIV, що переніс королівську резиденцію в улюблений Версаль. Приміщення палацу використовували як майстерні і житло художників, крамнички ремісників, облаштували друкарню тощо. Порожніх приміщень було стільки, що в Луврі розмістилася Королівська Академія живопису і скульптури.
З 1725 року сюди перевели щорічні виставки художників. Від назви Квадратний салон палацу Лувр походить і назва виставок Паризький салон, що здобули світову славу.

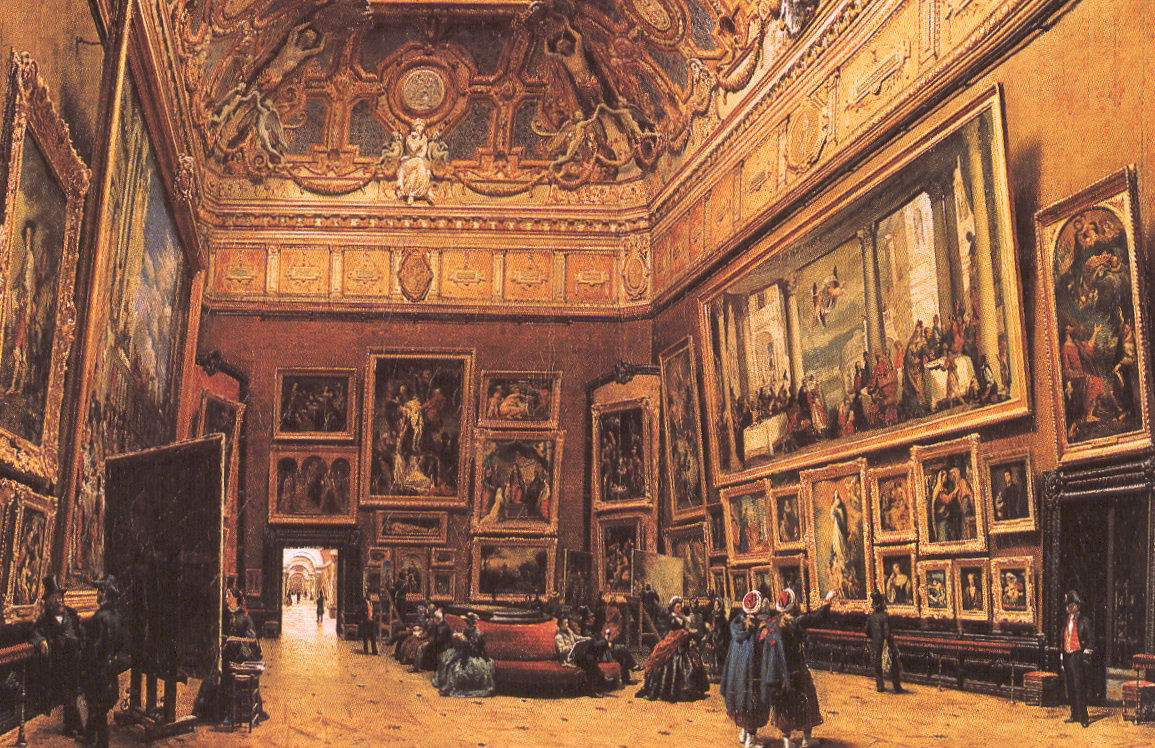

Проте палац Лувр почав занепадати. У 1750 році його навіть запропонували зруйнувати. Пожвавлення прийшло несподівано в роки французької революції 1789—1793 рр., що врятувало колишній королівський палац від руйнацій.

### Французька революція
Під час Французької революції Лувр був перетворений на публічний музей. У травні 1791 року Національна асамблея заявила, що Лувр буде «місцем, в якому будуть зібрані пам'ятки науки і мистецтва». 10 серпня 1792 року Людовик XVI був ув'язнений, і королівська колекція Лувру стала національним надбанням. Через побоювання можливих випадків вандалізму або крадіжок 19 серпня 1792 року Національна асамблея оголосила невідкладну підготовку до відкриття музею. У жовтні комітет почав збирати колекцію для показу заради «збереження національної пам'яті».

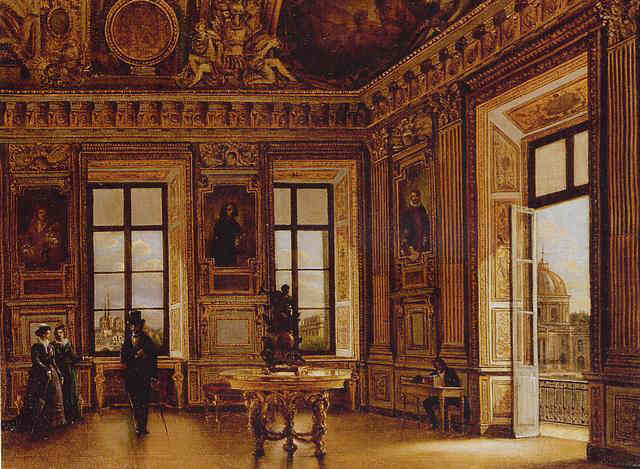

### Відкриття
Музей відкрився 10 серпня 1793 року в першу річницю повалення монархії. Публіці надавався вільний доступ три дні на тиждень. Колекція нараховувала 537 картин і 184 витвори мистецтва. Три чверті з них були отримані з королівської колекції, решту конфіскували в аристократів-емігрантів та у французької церкви. Для збільшення і упорядкування колекції Французька Республіка виділяла 100 000 ліврів на рік. У 1794 році французька революційна армія під проводом Наполеона Бонапарта почала забирати твори мистецтва з різних країн Європи як військові трофеї. Музей поповнився такими шедеврами як Лаокоон та його сини і Аполлон Бельведерський, низкою картин італійських майстрів з палаців Італії, картинами нідерландських майстрів доби Відродження, маньєризму і бароко.
На початковому етапі робота музею була погано організована, художники жили у приміщеннях музею, картини без етикеток і пояснень висіли «одна поруч з іншою від підлоги до стелі». Саме приміщення було закрито у травні 1796 року через поганий технічний стан. Музей знову відкрили 14 липня 1801 року, колекції були розташовані в хронологічному порядку, з новим освітленням.

### Наполеон I

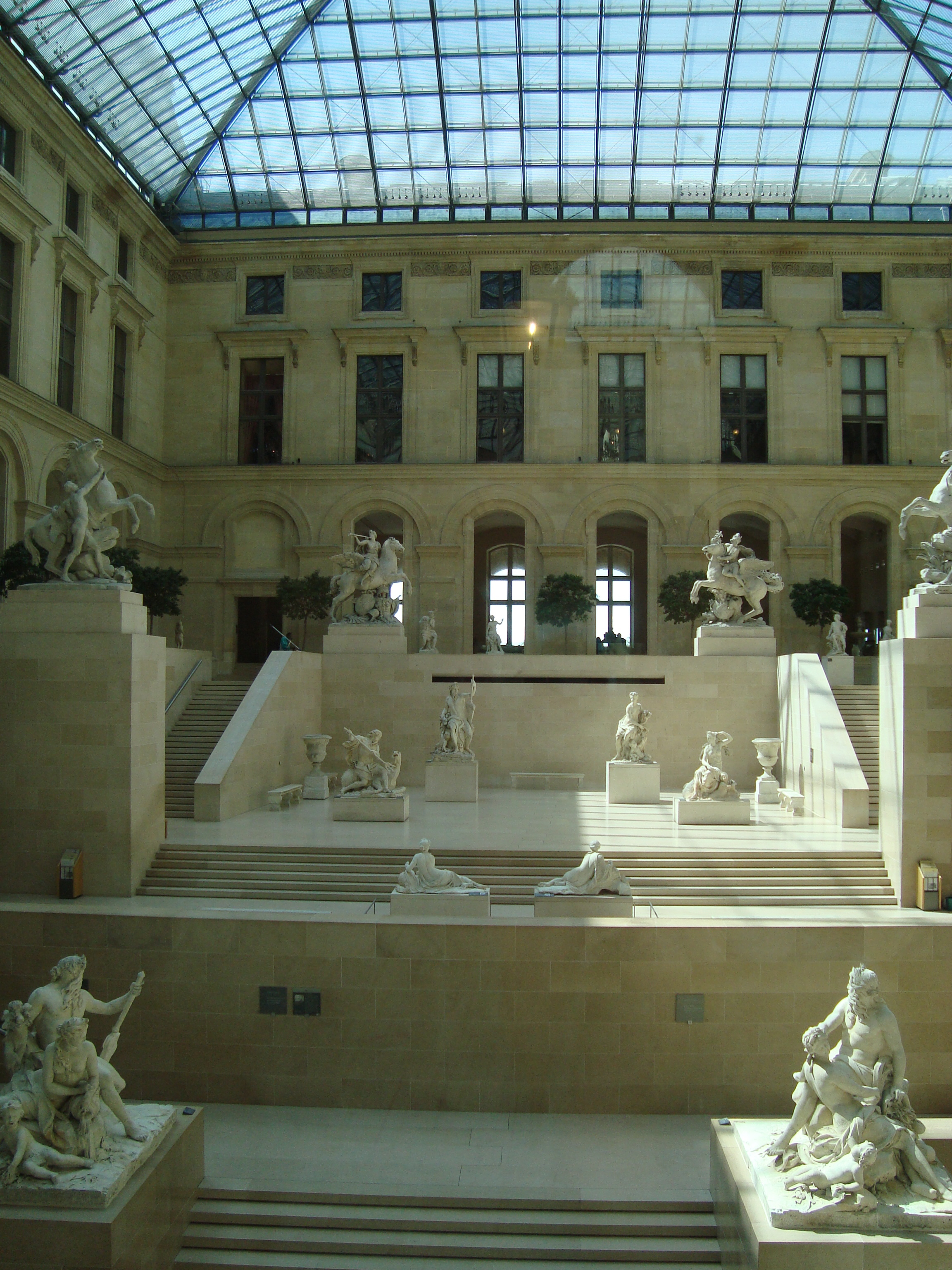

За часів Наполеона I розпочалось будівництво північного крила палацу, колекція зростала внаслідок успішних військових компаній і грабунків, завдяки яким музей Лувр поповнився іспанськими, австрійськими, голландськими та італійськими творами мистецтва. Після єгипетської кампанії 1798—1801 років, Наполеон призначив першим директором музею Домініка Вівана Денона. Як данина пошани в 1803 році музей перейменували в «Музей Наполеона». Після поразки французів під Ватерлоо колишні власники творів мистецтва прагнули їх повернути, проте адміністратори Лувру не бажали виконувати ці вимоги і сховали багато робіт у приватних колекціях. У відповідь іноземні держави послали емісарів до Лондона за допомогою, після чого багато робіт були повернуті, навіть ті, які пройшли реставрацію в Луврі.

### Реставрація Бурбонів та Друга імперія
У часи реставрації Бурбонів (1814–1830), Людовік XVIII та Карл X збільшили колекцію на 135 робіт на загальну суму 720 000 франків. Це було менше, ніж сума, виділена на реставрацію Версалю. Після створення Другої республіки в 1848 році, новий уряд виділив два мільйони франків на ремонтні роботи і остаточного завершення Галереї Аполлона, Салону Каре та Великої галереї. 2 грудня 1851 року президент Луї-Наполеон Бонапарт здійснив державний переворот і проголосив Другу імперію. У цей період (1852–1870) французька економіка зростала; музей додав 20 000 нових експонатів до своєї колекції, Павільйон Флори і Велика Галерея були реконструйовані під керівництвом архітекторів Луї Вісконта і Эктор-Мартіна Лефюеля.

### Третя республіка та світові війни
У часи Третьої французької республіки Лувр придбав нові експонати, в основному, завдяки пожертвуванням та подарункам. «Товариство друзів Лувру» пожертвувало картину П'єта з Вільнев лез Авіньйон. У 1863 році на острові Самотракі була виявила скульптура Ніки Самофракійської. Ця скульптура, хоча і сильно пошкоджена, була виставлена в Луврі з 1884 року. Музей збільшив свою експозицію на 7000 робіт після придбання колекцій Джамп'єтро Кампани, Дюрана, Генрі Солта і Бернардіно Дроветті.
Збільшення експонатів Лувру сповільнилося після Першої світової війни. У цей період не було придбано якихось значних робіт; виняток становить картина художника Жоржа Дюменіля де Латура Святий Хома і пожертвування 4000 гравюр, 3000 малюнків і 500 ілюстрованих книг бароном Едмондом де Ротшильдом. На початку Другої світової війни музей вивіз більшу частину експонатів та сховав найціннішу його частину за винятком тих робіт, які були дуже важкі і не мали великої цінності. На початку 1945 року, після звільнення Франції, твори мистецтва почали повертатися в Лувр.
У XX столітті у дворах палацу майже вперше відбулись масштабні археологічні розкопки і проведені роботи по створенню підземних споруд і допоміжних приміщень музею. Археологічні знахідки збагатили і без того багаті збірки музею. Тоді і з'явилась модернова скляна піраміда (за проектом американського архітектора Йо Мінг Пея), фонтани і садок скульптур Арістіда Майоля. У дворі Лувра реставрували регулярний сад бароко за давніми планами. У Луврі зберігається одна з найбільших колекцій картин, скульптур і інших зразків європейського та французького мистецтва на європейському континенті. В його колекції є такі відомі твори, як Джоконда (Мона Ліза), Венера Мілоська, Ніка Самофракійська, картини Рембрандта, Тіціана і Леонардо да Вінчі, Франса Галса "Циганка". У 1989 р. в центрі палацу була додана скляна піраміда, створена китайсько-американським архітектором Й. М. Пейєм. Лувр складається з трьох основних галерей — Сюллі, Рішельє і Денон.

### XXI століття
Лувр містить понад 380 000 експонатів, з яких лише 35 000 виставлені у восьми залах загальною площею більш ніж 60 000 м². Лувр демонструє скульптуру, твори мистецтва, картини, малюнки та археологічні знахідки. Це найбільш відвідуваний музей у світі, в середньому 15 000 відвідувачів в день, 65 відсотків з яких складають туристи. Лувр став об'єктом підвищеної уваги завдяки книзі американського письменника Дена Брауна «Код да Ві́нчі» і знятому в 2006 році однойменному фільмі на основі цієї книги. Музей заробив 2,5 млн доларів США, надавши право на знімання фільму в своїх галереях.
Лувр, який знаходиться на першому місці в ТОП-20 за даними Theme Index and Museum Index 2022, мав у 2019 році максимальну кількість відвідувачів — 9,6 млн. Пандемія Covid-19 дуже сильно вплинула на відвідування — у 2020 році кількість відвідувачів становила 2,7 млн. осіб, у 2021 році — 2,825 млн. У певному ступені у 2022 році стан справ покращився, відбулося певне відновлення інтересу до музею, що призвело до збільшення чисельності відвідувачів до 7,7 млн. (скорочення на 19,5% до показників 2019 року).

## Колекціонери і картини

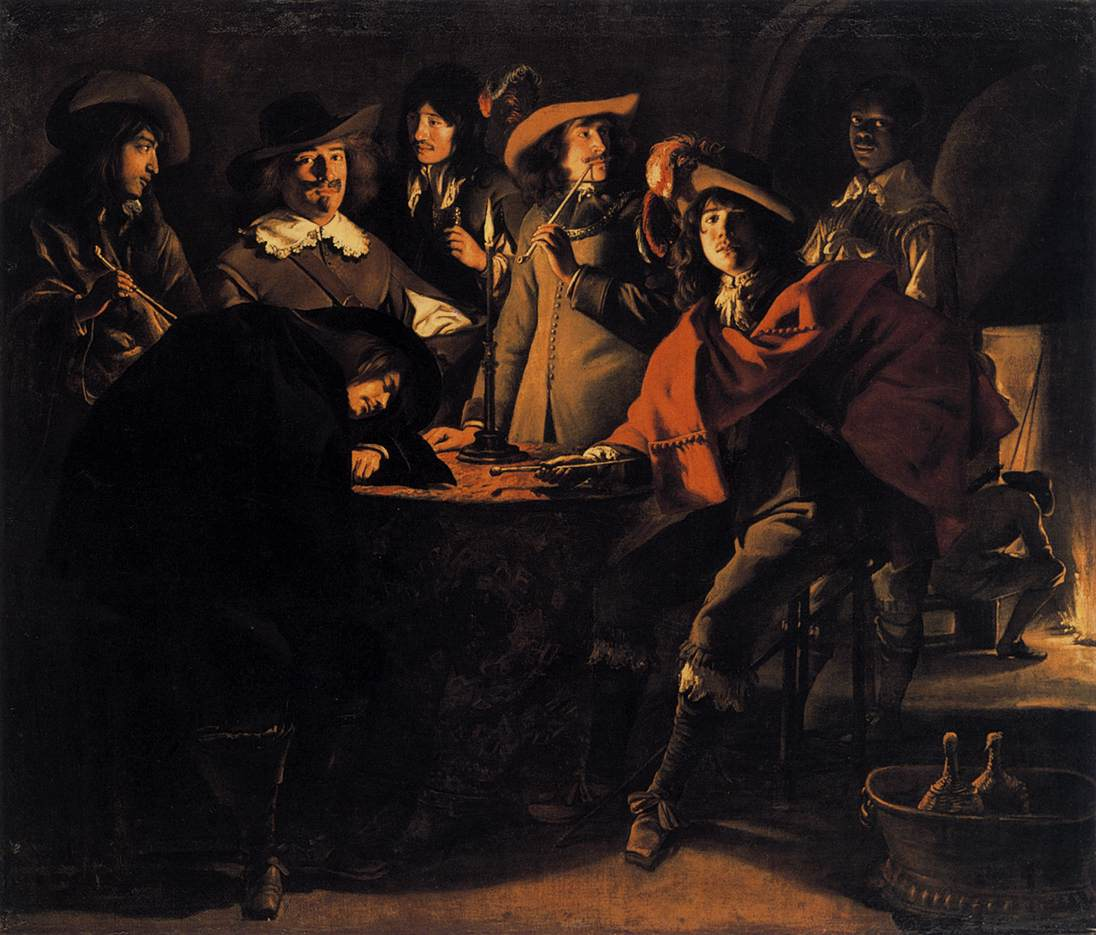
Брати Лєнен. «Вояки у казармі надвечір», 17 ст. Лувр, Париж

Лувр надзвичайно збагатився за рахунок малих і великих приватних збірок.
- Колекція кардинала Мазаріні дала «Портрет Кастільйоне» Рафаеля, «Венеру дель Пардо» Тиціана, «Антіопу» Корреджо.
- Колекція Ябаха дала картини Веронезе, Тінторетто, Тиціана («Юнак з рукавичкою», «Дама перед дзеркалом»), «Смерть Богоматері» Караваджо і «Сільський концерт» Джорджоне.
- Придбання збірки (не кардинала), а герцога Рішельє дало 13 картин Ніколя Пуссена.
- Наполеонівські грабунки мистецьких зібрань в Італії неможливо назвати колекціонуванням. У 1815 році з примусовим припиненням його влади нарахували 5 223 тільки картин, які було слід вивезти з Лувру і повернути законним власникам. А були ще меблі, скульптури, гобелени тощо. Повернуто було далеко не все, а вельможні переможці Наполеона зі Священного союзу заявили, що Париж таки мистецький центр, вони сюди приїдуть, завдяки чому багато чужих творів мистецтва так і залишили в Луврі.
- Тільки на початку 19 століття дирекція Лувру купує картини Шардена і полотно Яна Вермера з Дельфту. А директор Жанрон, сам другорядний художник, наполіг на придбанні картин Жеріко. Адміністрація музею починає купувати картини представників інших мистецьких течій, що дуже не схожі на офіційно підтриманий класицизм, академізм тощо. Серед придбаних робіт — «Свобода, що веде народ» Делакруа, представника романтизму.
- Подарунком Лувру була колекція лікаря Ла Каза, що дала музею Франса Галса («Циганка»), картину Хосе де Рібера «Кульгавчик» і полотно Рембрандта «Вірсавія».
- Тимчасове директорство в Луврі архітектора Удіно та скульптора Далу привело до колекції музею полотно Пітера Брейгеля Старшого «Каліки», «Автопортрет» Дюрера, триптих Рогіра ван дер Вейдена.
- Скандальна «Олімпія» (художник Едуар Мане) придбана в Лувр лише у 1907 році. Потім настав час французьких імпресіоністів, комерційно розкручене мистецтво котрих перетнуло мільйонні суми на мистецьких аукціонах.

## Відділи музею Лувр

Туристична схема-план Лувра

Лувр має не тільки картинну галерею, яку репрезентують широко відомі картини майстрів Італії, Франції, Німеччини, Іспанії, Голландії та Фландрії XVII століття. Це різнобічна колекція витворів мистецтва і за матеріалами, і за техніками, і за стилями. Лувр входить в десятку найбільших музеїв Європи і світу разом з Метрополітен-музеєм, музейним комплексом в Берліні, Ермітажем, Музеєм Прадо в Мадриді, Британським музеєм (що не має картинної галереї), Національною галереєю в Лондоні (декілька музеїв, де експонують живопис, театральне мистецтво тощо).
З 2008 експонати музею Лувр розбиті на 8 наступних колекцій:
- Стародавній Схід
- Стародавній Єгипет.
- Стародавня Греція, Етрурія, Стародавній Рим.
- Мистецтво ісламу (від мусульманської Іспанії до Індії тощо).
- Скульптури
- Декоративно-ужиткове мистецтво (скло, порцеляна французька і закордонна, східні килими і сюжетні гобелени, вишивки, кераміка)
- Образотворче мистецтво
- Графічне мистецтво

## Адміністрація
Лувр є власністю французького уряду; проте з кінця 1990-х він став більш незалежним. З 2003 року музею дозволили самостійно створювати фонди для реалізації власних проектів. У 2006 році державне фінансування музею скоротилося з 75 відсотків загального бюджету до 62 відсотків. У 2008 році французький уряд виділив лише $180 мільйонів з загального річного бюджету музею $350 млн. Решта коштів надійшла з приватних пожертвувань та продажу квитків.
Персонал Лувру становить більше 2000 працівників на чолі з директором Анрі Луаретом, який звітує перед французьким міністерством культури та комунікації. Під керівництвом Луарета, який змінив П'єра Розенберга у 2001 році, політика Лувру зазнала змін, дозволивши музею надавати і позичати більше експонатів, ніж раніше. У 2006 році музей надав 1300 одиниць предметів мистецтва, що дозволило йому позичити більше експонатів з інших музеїв. З 2006 по 2009 Лувр надав свої роботи для Музею високого мистецтва в Атланті, штат Джорджія, і отримав за це 6,9 млн дол. США, які були використані на ремонт приміщення музею. Майбутнє відкриття філіалу музею в столиці Об'єднаних Арабських Еміратів Абу-Дабі збільшить додаткові надходження для Лувру. Луарете більш незалежний в прийняті рішень, за його керівництва більш ніж 90 відсотків загальної площі музею тепер доступні для демонстрації експонатів кожен день, проти 74 відсотків у 2001 році. Він ввів безкоштовний вхід в п'ятницю увечері, подовжив роботу музею, фонд придбання творів мистецтва збільшився з $4,5 млн в 2004 до $36 млн в 2007.

## Полеміка
Лувр причетний до суперечки з приводу культурних цінностей, захоплених під час Другої світової війни нацистами і при Наполеоні I. Після нацистської окупації, більш ніж 60 000 предметів мистецтва повернулись до Франції. Близько 2000 об'єктів, право власності яких не було точно встановлено, і на які претендували ізраїльтяни, залишились у французьких музеях, включаючи Лувр. У 1997 році прем'єр-міністр Ален Жюппе ініціював створення комісії на чолі з Жаном Маттеолі для розслідування цієї справи. Відповідно до заяви уряду, Лувр продовжує утримувати 678 одиниць спірних предметів мистецтва. Під час військових кампаній Наполеона, багато предметів античності були виявлені під час археологічних розкопок, зокрема в Єгипті і на Близькому Сході, і вивезені до Франції. Адміністрація Лувру висловилася на користь подальшого утримання цих пам'яток, незважаючи на прохання країн, в яких вони були знайдені, повернути їх. Музей бере участь в арбітражних засіданнях, які проводить комітет ЮНЕСКО зі сприяння повернення культурних цінностей країнам їхнього походження.

## Абу-Дабі
У березні 2007 року стало відомо, що в 2012 році в Абу-Дабі буде збудований філіал музею Лувр. Згідно з 30-річною угодою, підписаною міністром культури Франції Рено Доннедье де Вабром і шейхом Заіда бен Султана Аль Нахайяна, в центрі Абу-Дабі планують побудувати музей в обмін на € 832 млн ($1,3 млрд). За проектом французького архітектора Жана Нувеля та інженерної фірми Буро Хаппольд, Лувр Абу-Дабі займатиме 24 000 м² і буде покритий дахом у формі літаючої тарілки. Франція погодилася протягом 10 років по черзі надавати від 200 до 300 предметів мистецтва; надати досвід управління; організовувати проведення 4 тимчасових виставок щороку протягом 15 років. Експонати будуть надходити з кількох музеїв, зокрема Лувру, Центру Жоржа Помпіду, Музею д'Орсе, Версалю, Музею Гіме, музею Родена, і Музею на набережній Бранлі.
Лувр Абу-Дабі був відкритий у 2017 році.

## Реорганізації
Лувр зазнав декілька значних реорганізацій. Найбільша — створення музею д'Орсе й передача туди всіх творів з 1848 по 1914 роки. Саме в музей д'Орсе увійшли картини імпресіоністів та інших мистецьких напрямів. Твори майстрів XX століття збирає, вивчає та експонує Музей сучасного мистецтва імені Жоржа Помпіду. Хронологічно експозиції Лувра закінчуються 1848 роком.

## Стародавній Єгипет
Відділ Стародавнього Єгипту створений 15 травня 1826 за розпорядженням Карла X.
Першим наглядачем створеного Музею Єгипту став розшифровувач давньоєгипетських ієрогліфів Жан-Франсуа Шампольйон.
Нині колекція єгипетських старожитностей поділена на 3 частини:
- Римський Єгипет, Коптський Єгипет;
- Тематична експозиція;
- Хронологічна експозиція.

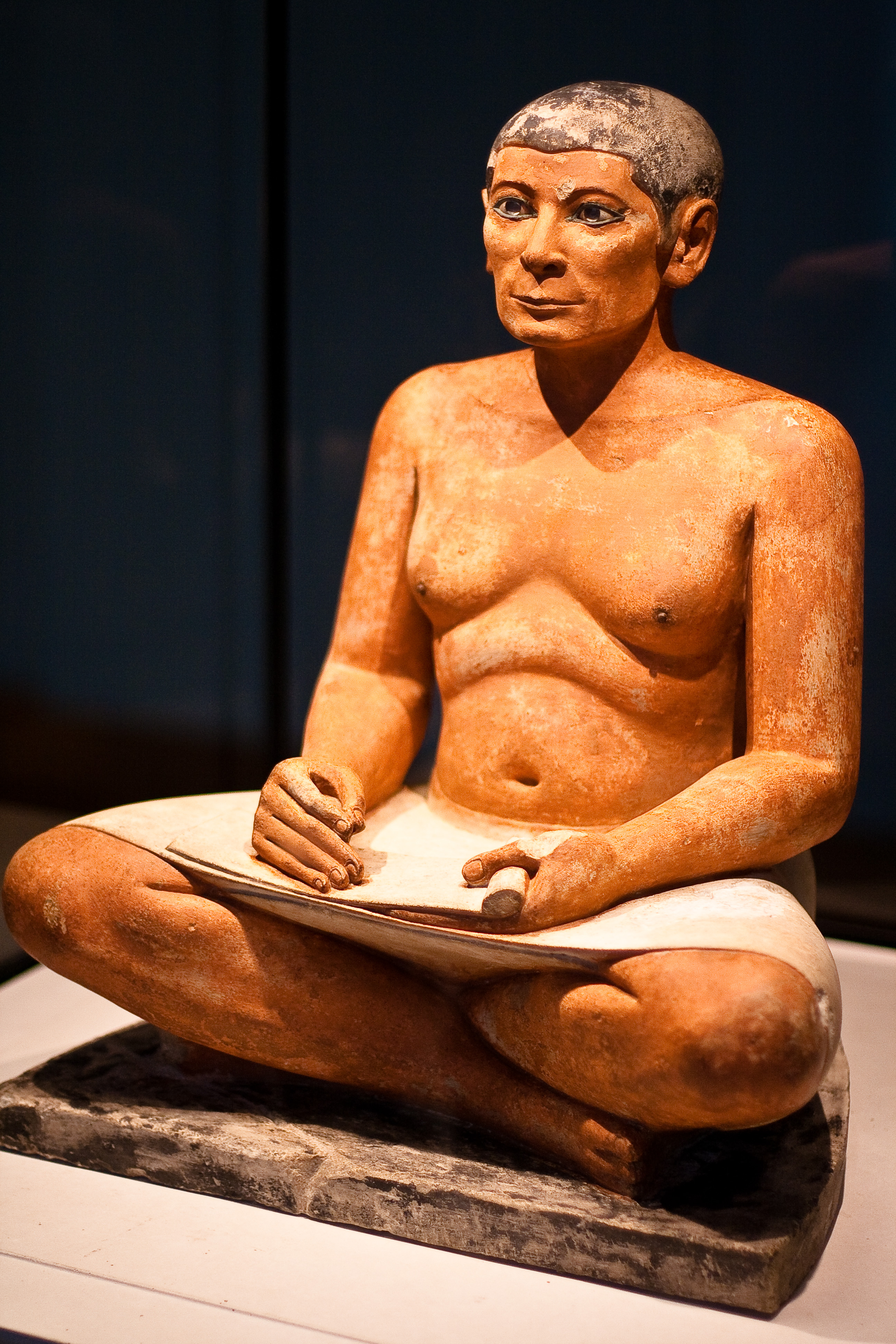
«Писар, що сидить», 2600–2350 до н. е. (IV або V династія), Стародавній Єгипет
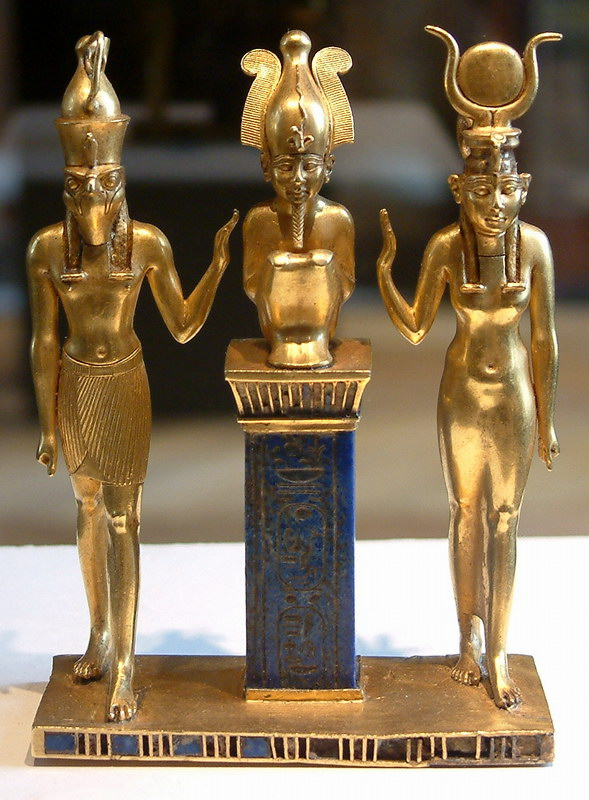
Осіріс, Ісіда та Гор; 874–850 до н. е.
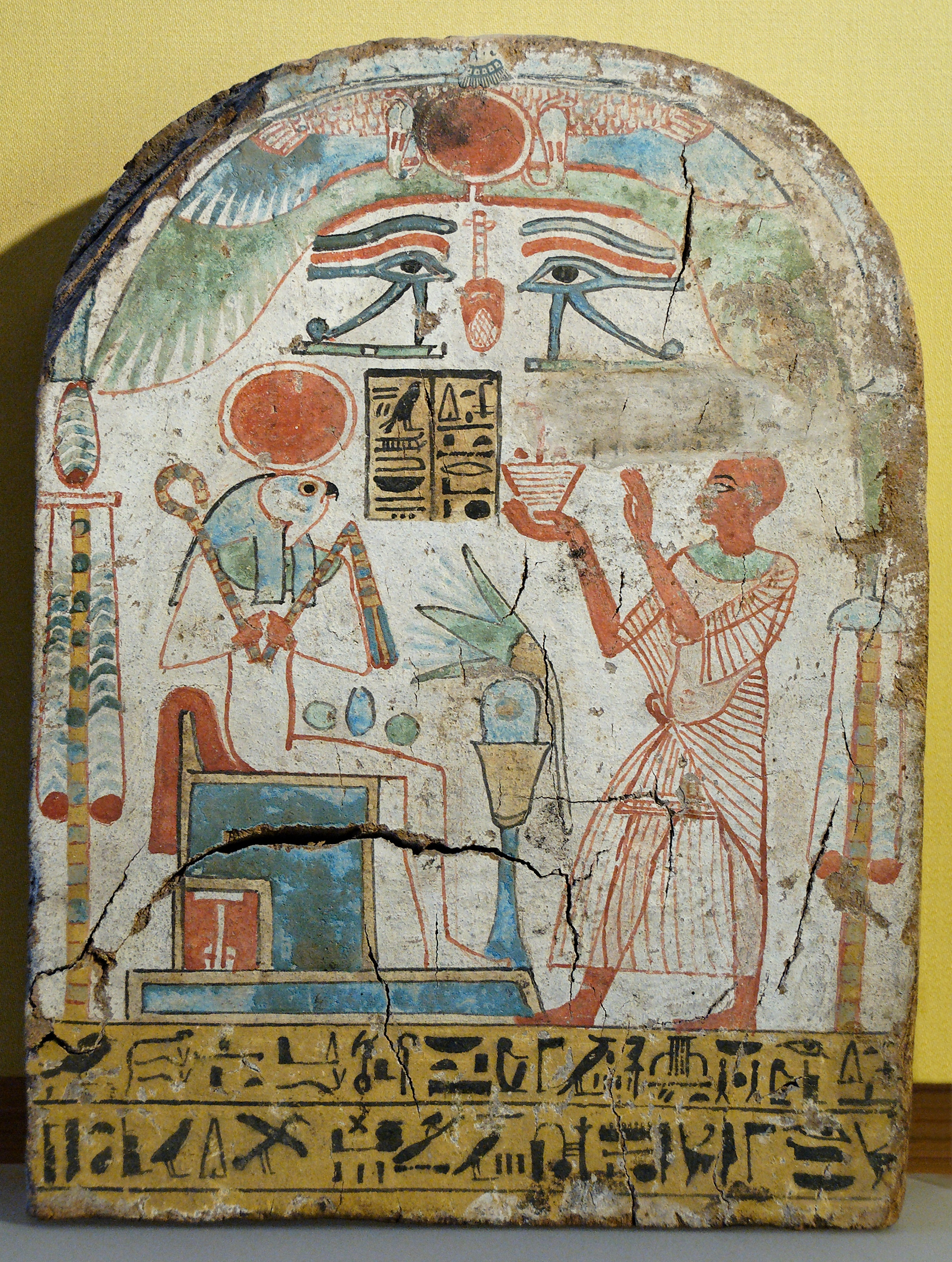
Стела Жрець спалює пахощі перед Ra-Horakhty-Atum, близько 900 до н. е.
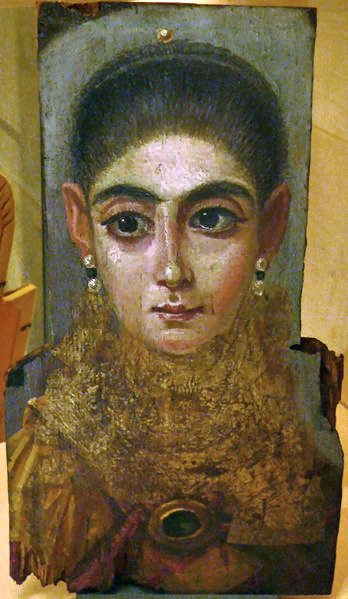
«Молода пані з сережками», Фаюмські портрети
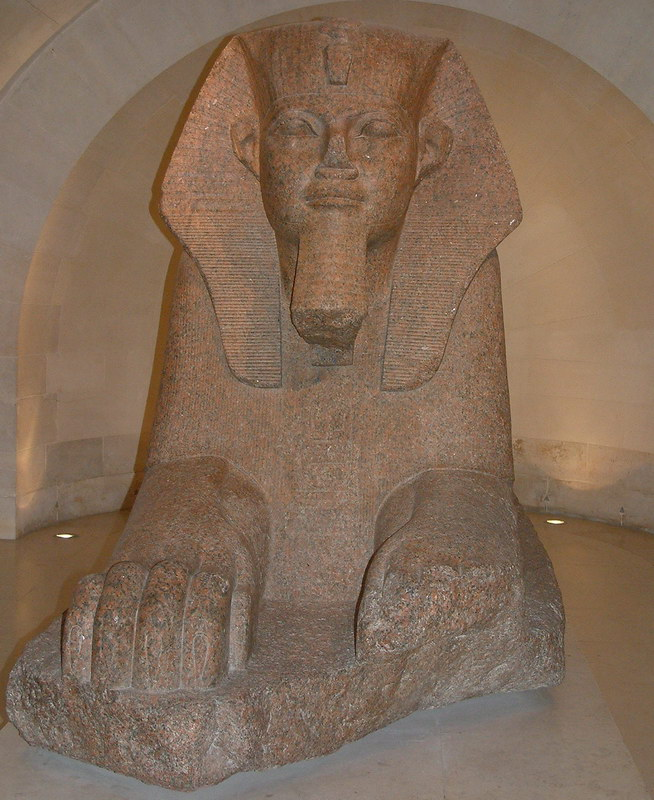
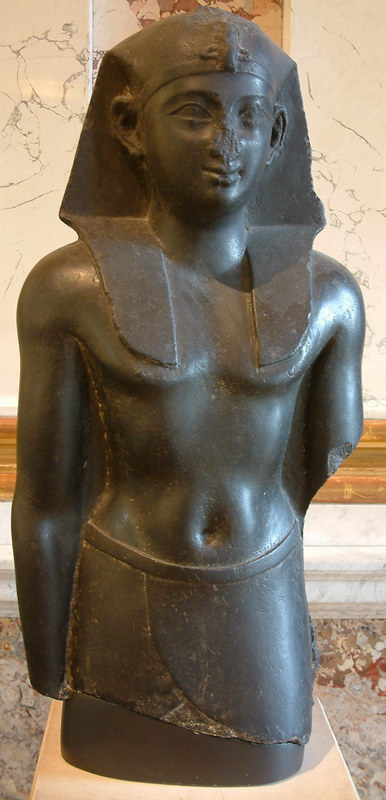
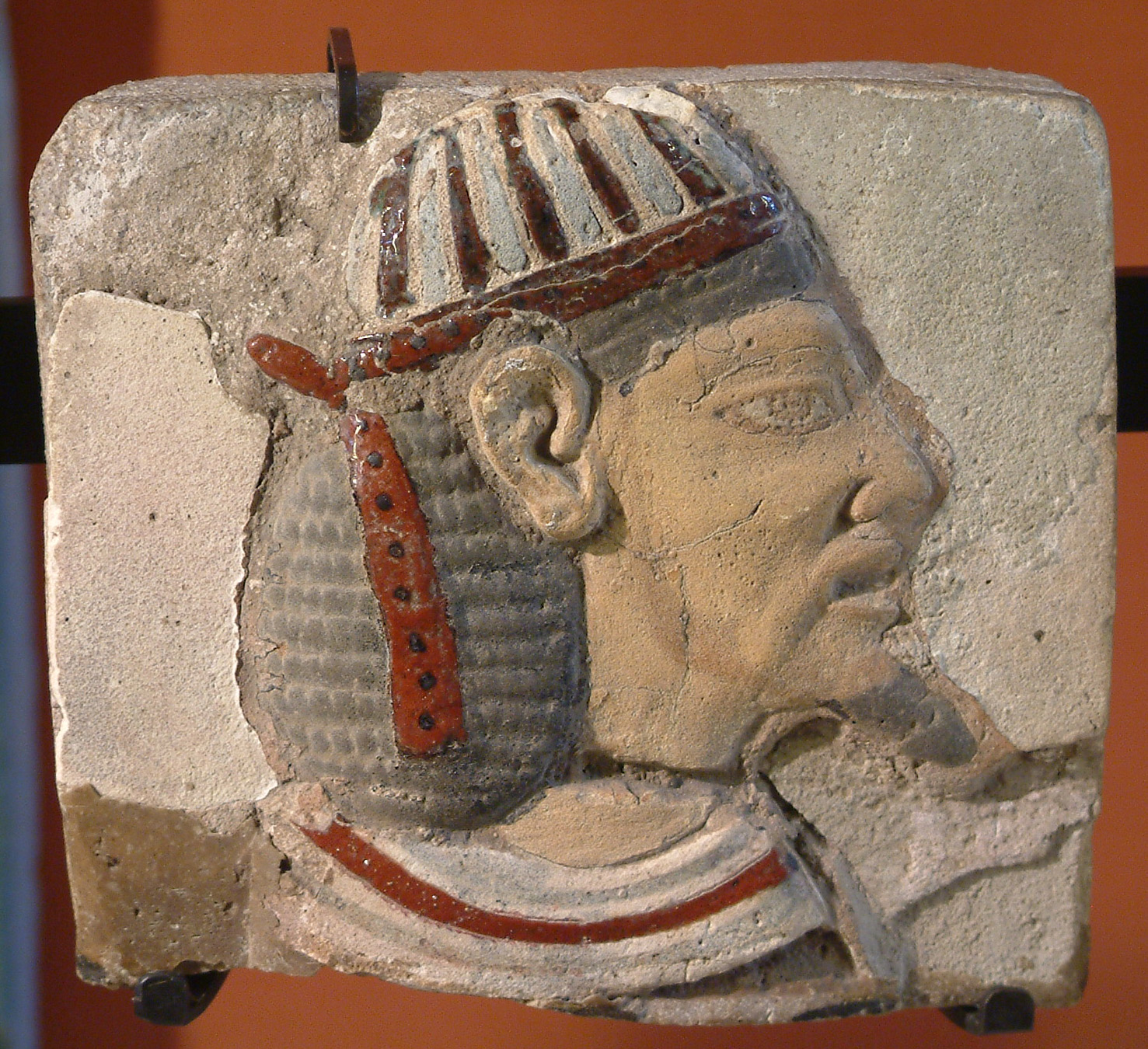
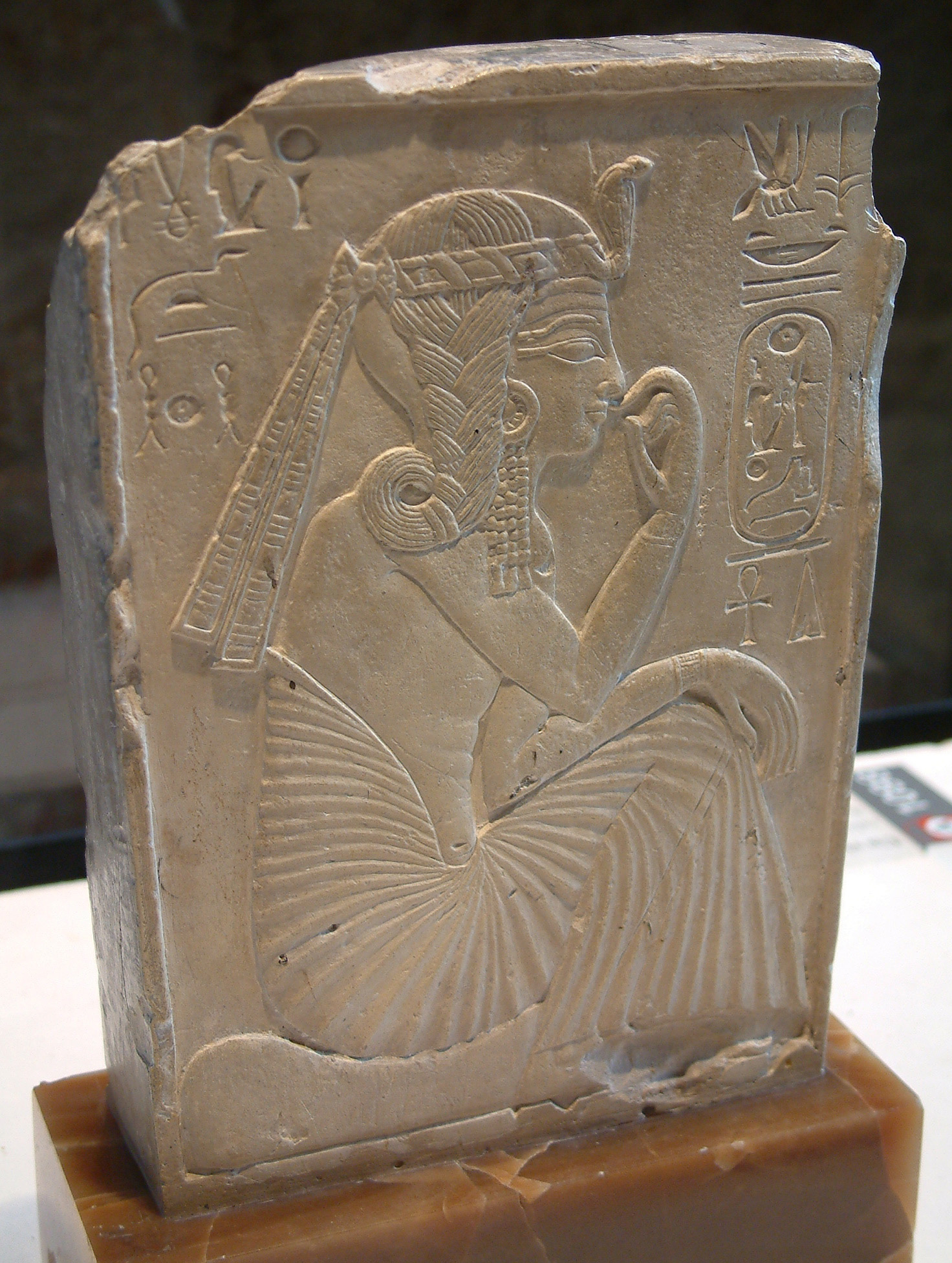
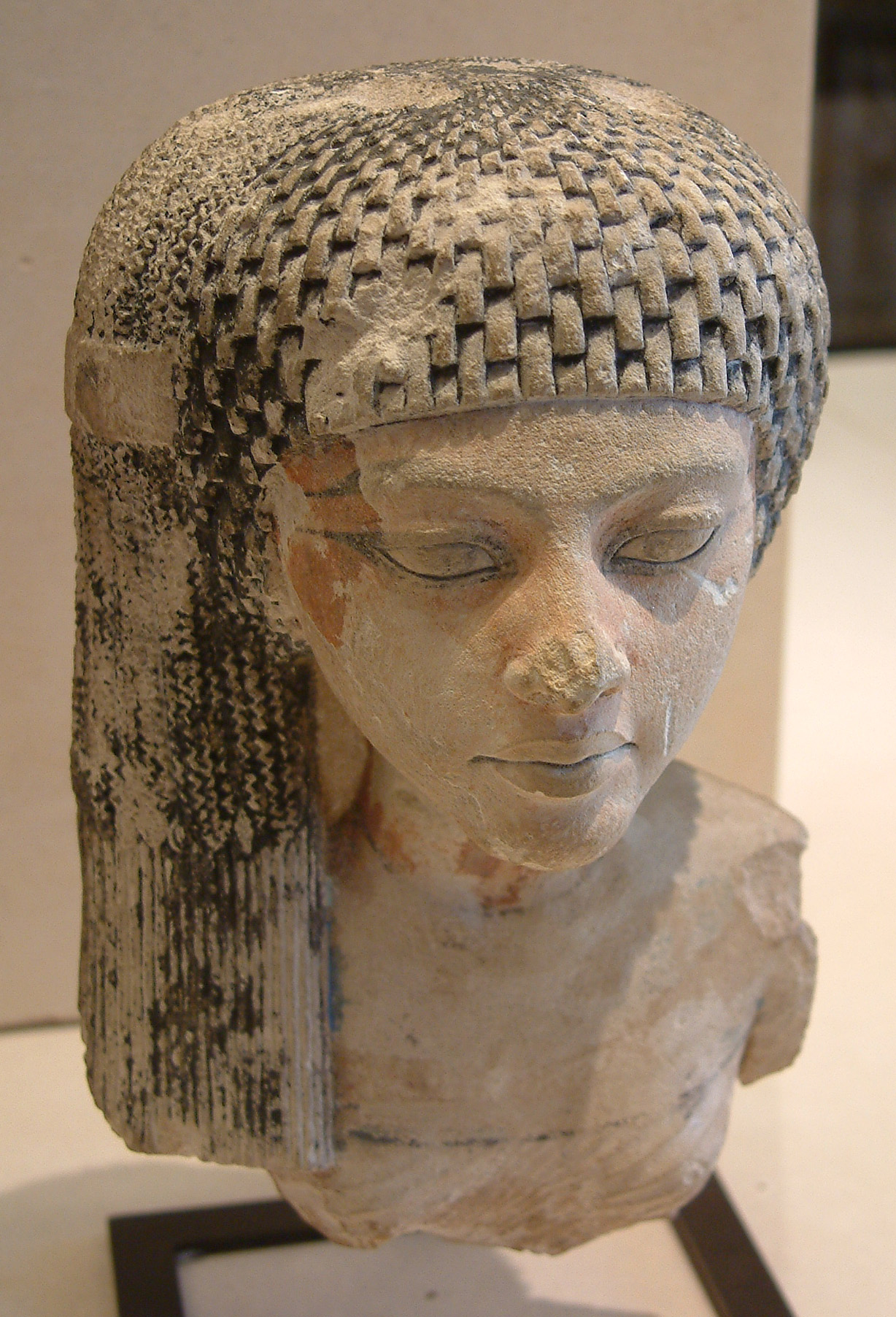
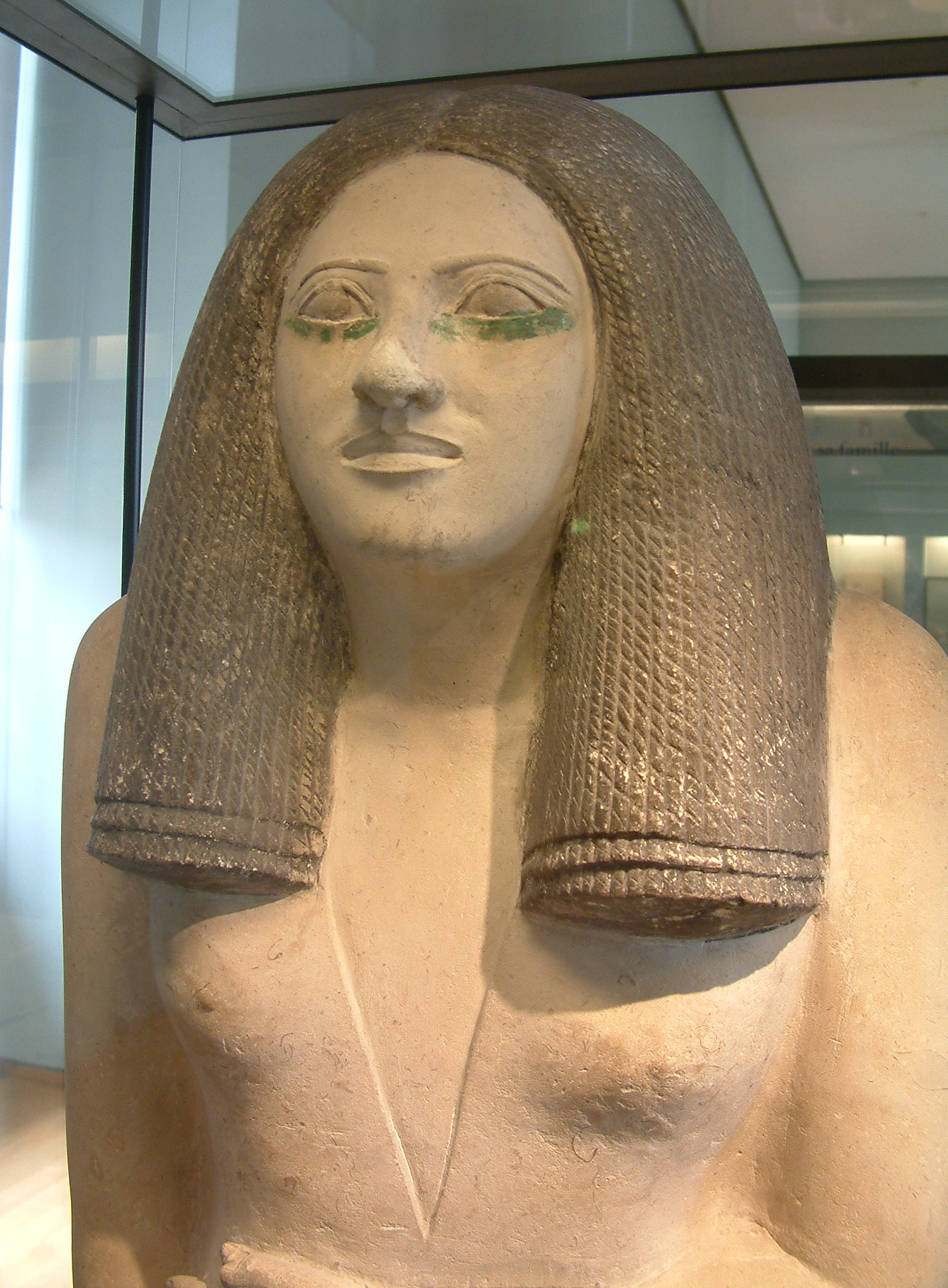
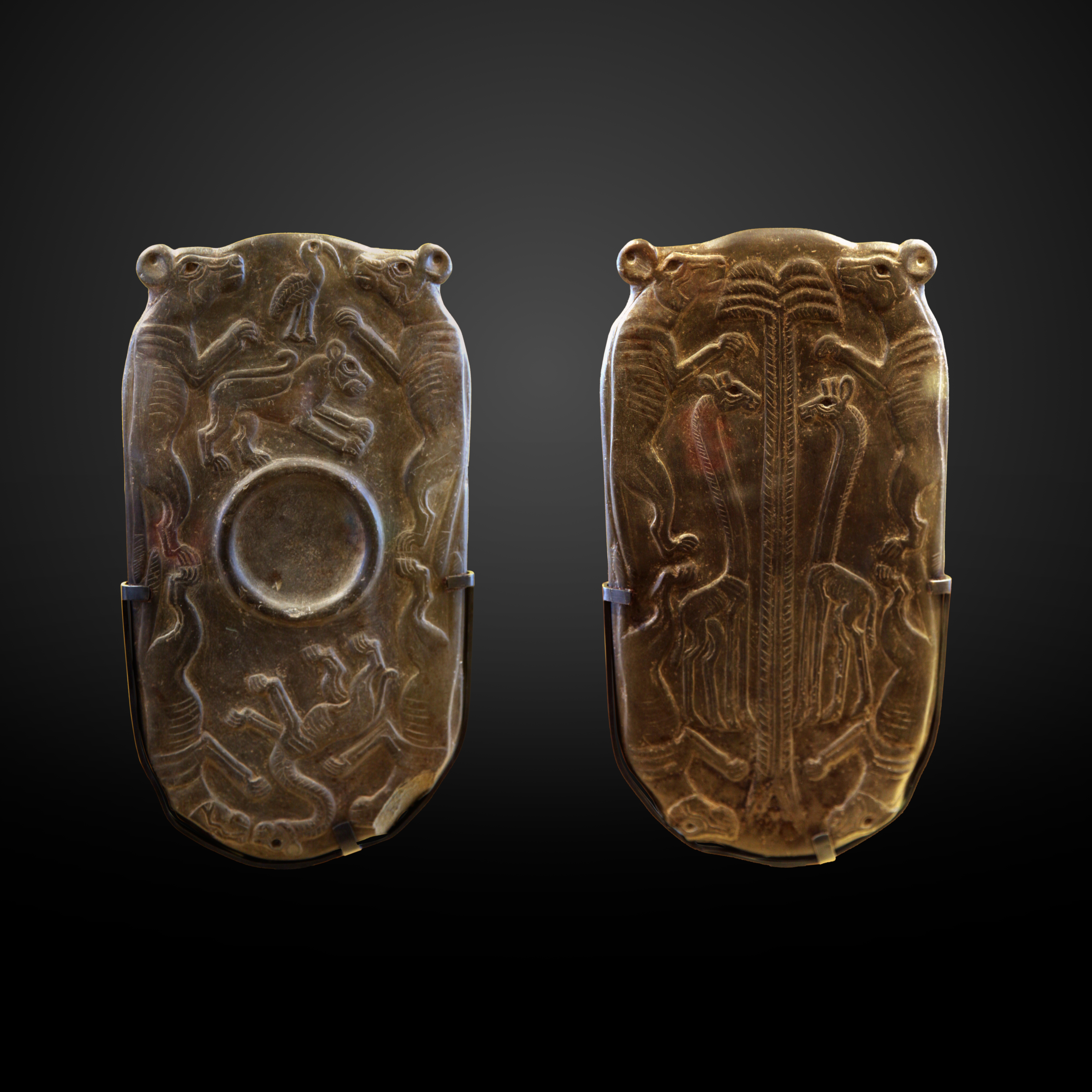
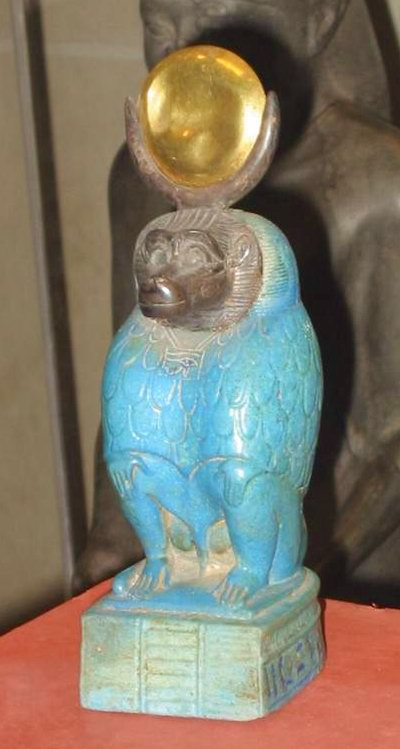
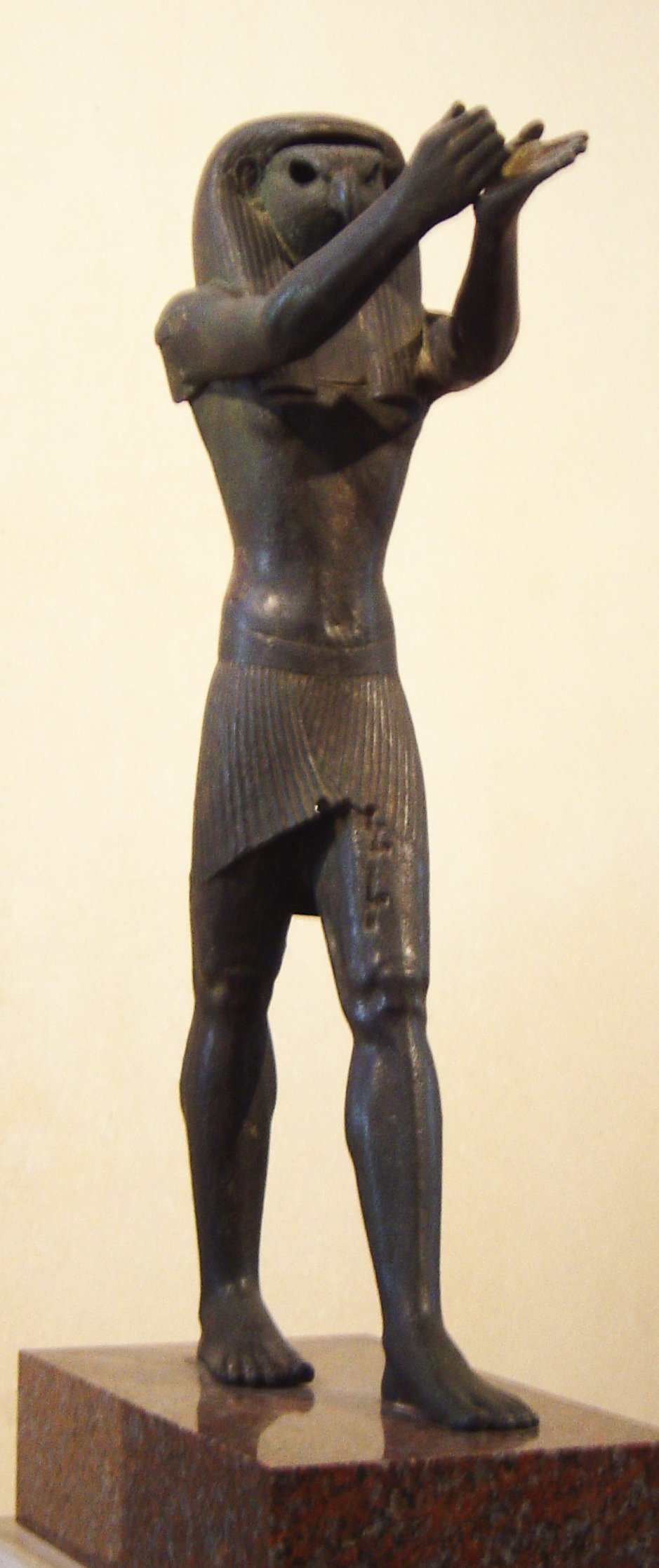
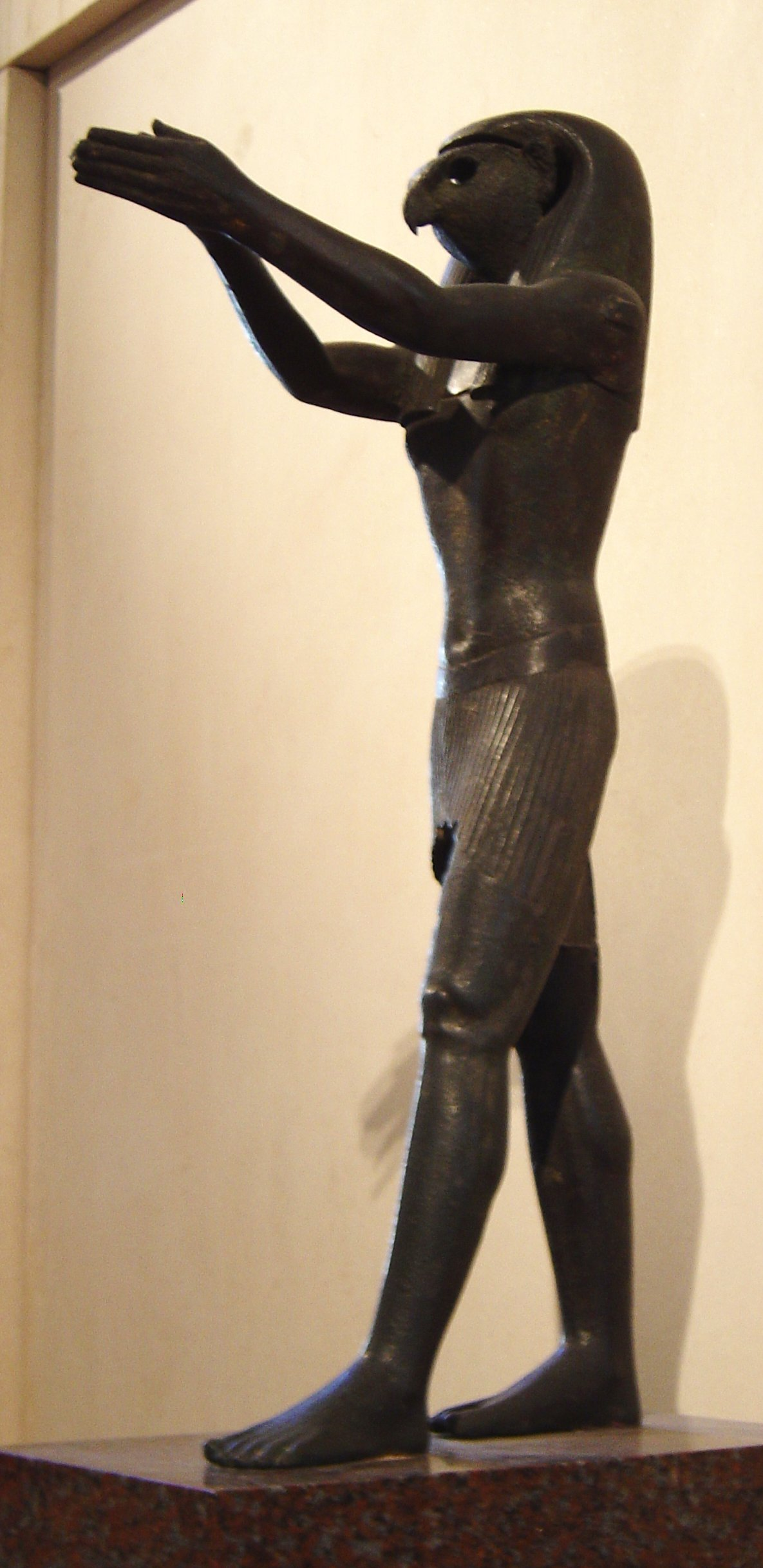
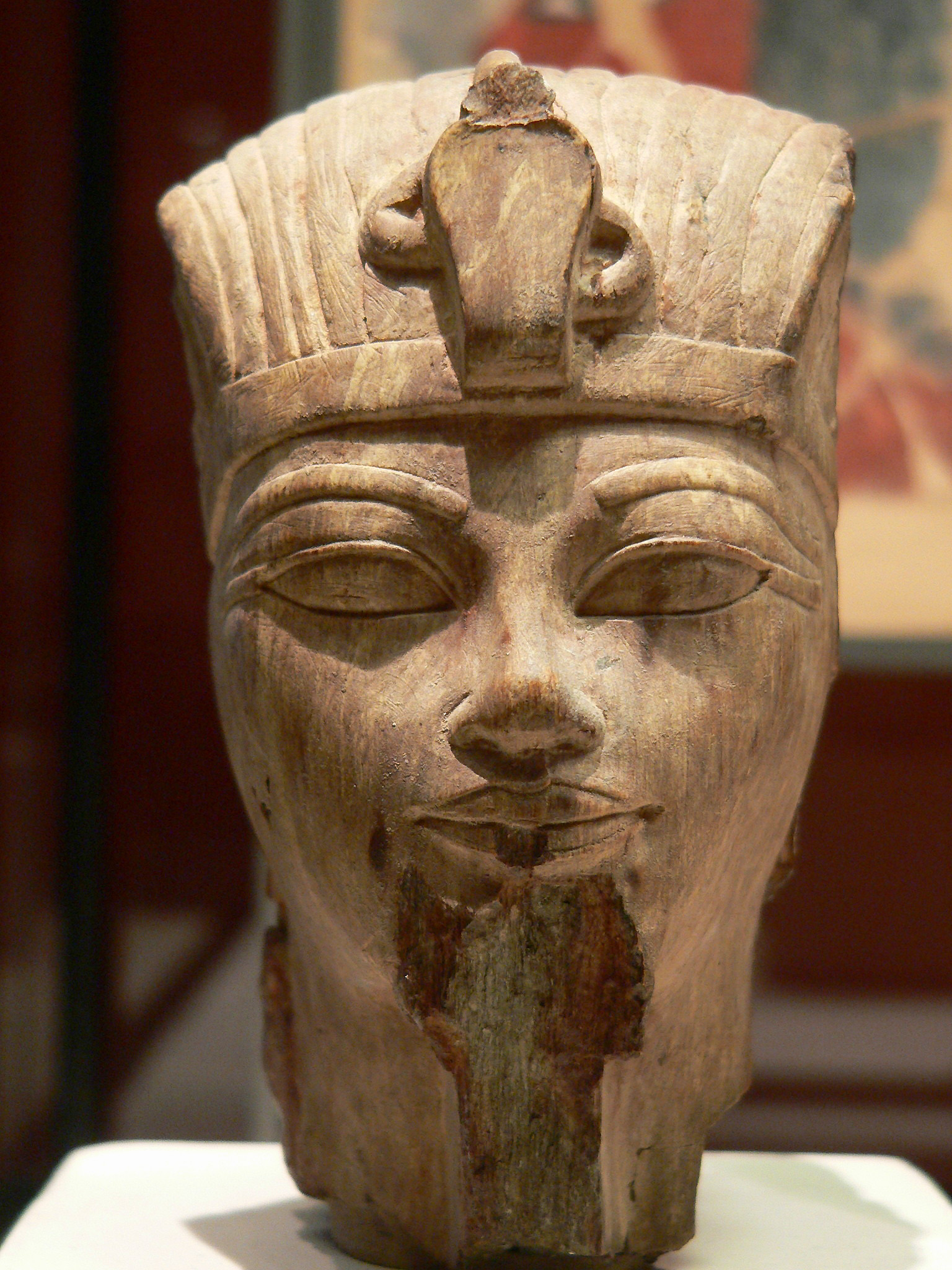
Аменофіс III

## Стародавня Греція, Етрурія, Рим
У колекції представлені:
- Архаїчна Греція
- Класична Греція
- Елліністична Греція
- Етрурія
- Стародавній Рим

Окремі зали присвячені грецькій кераміці, глиняним і бронзовим виробам, коштовностям.

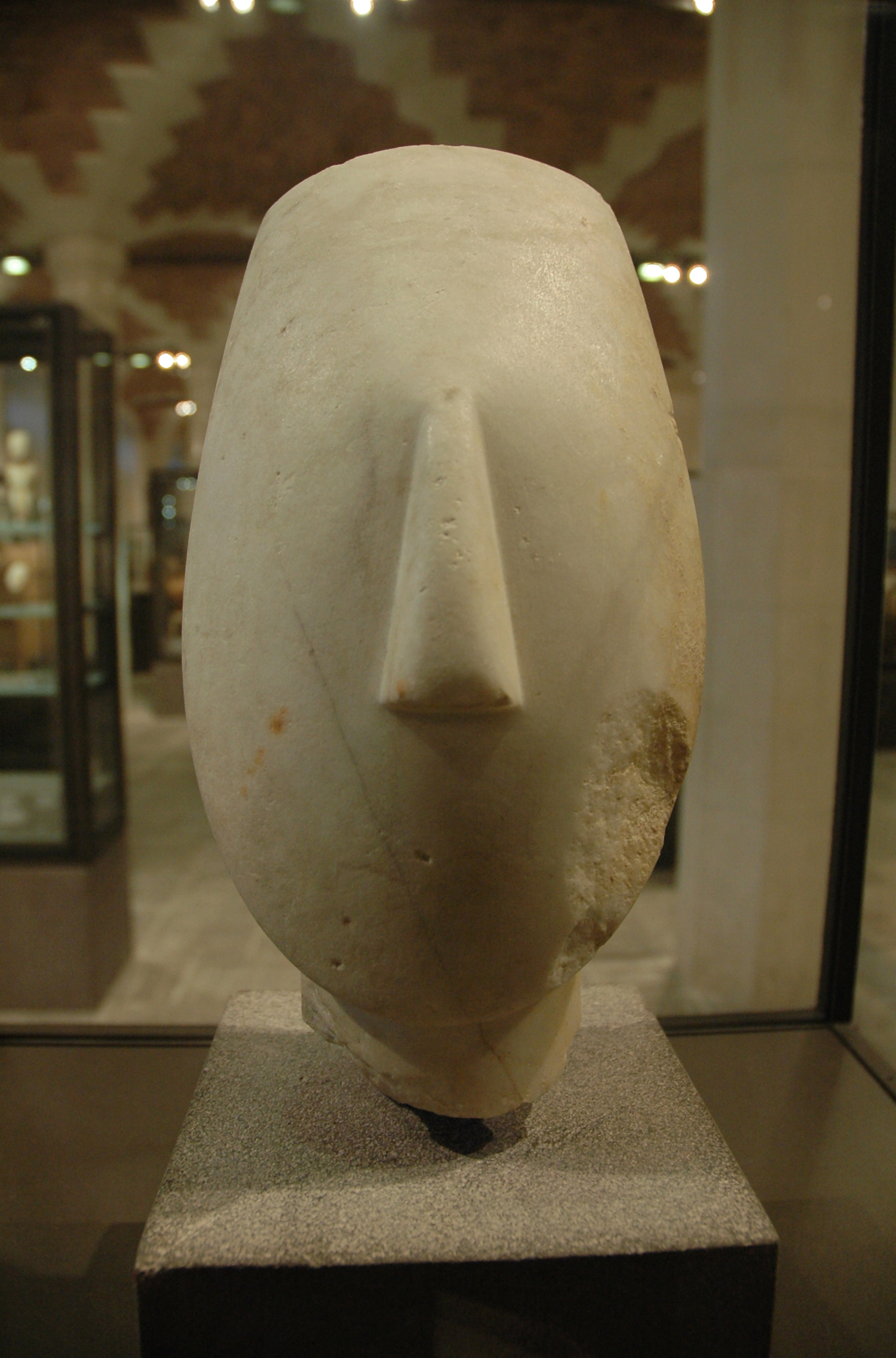
Кіклади, голова жінки, культура Керос, 2700–2300 до н. е.
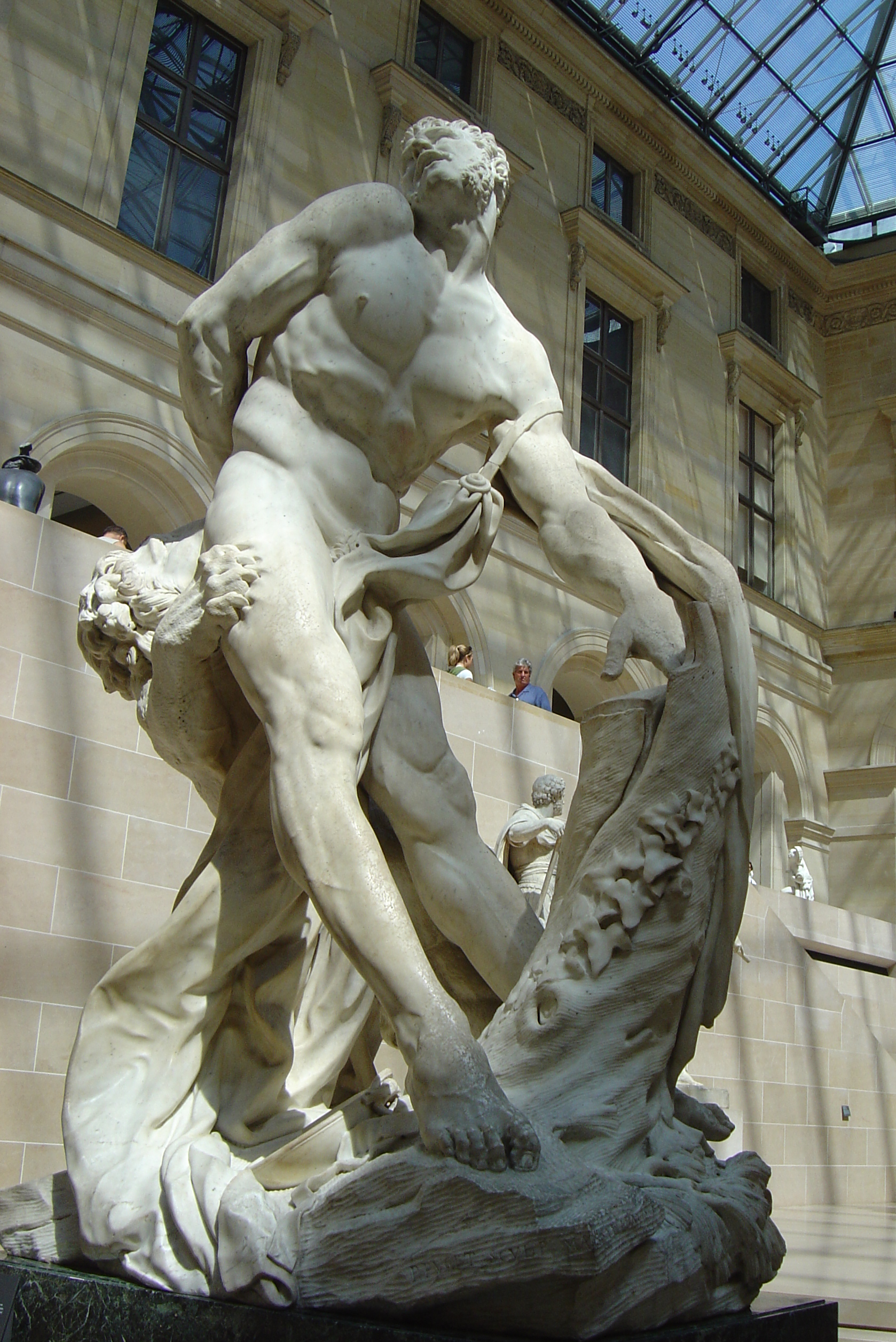
Мілон Кротонський
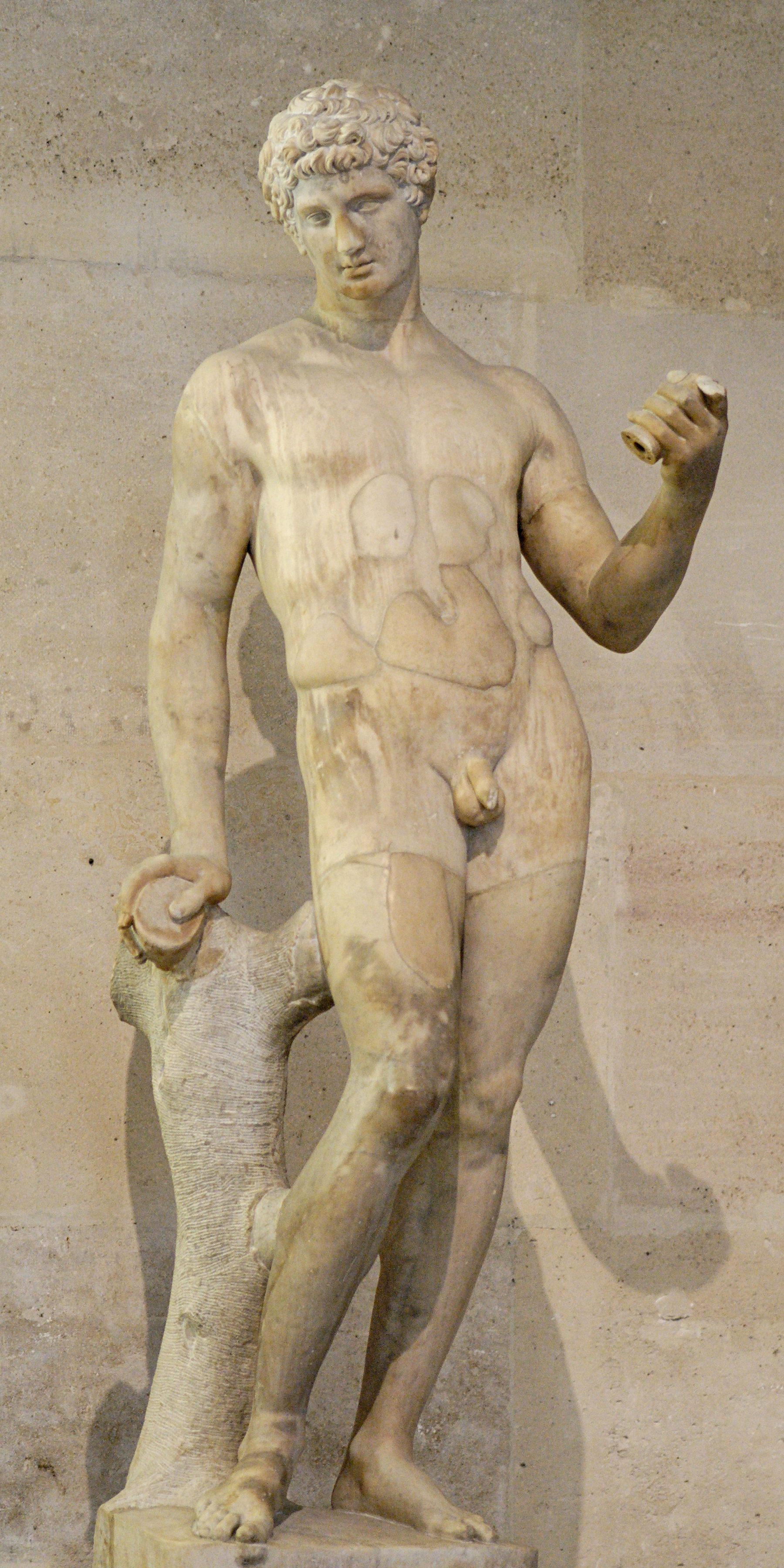
Адоніс
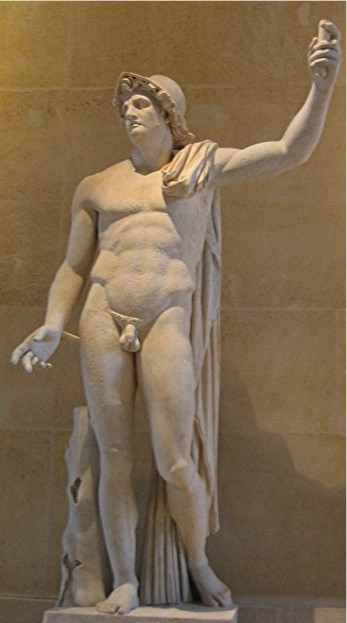
Олександр Великий
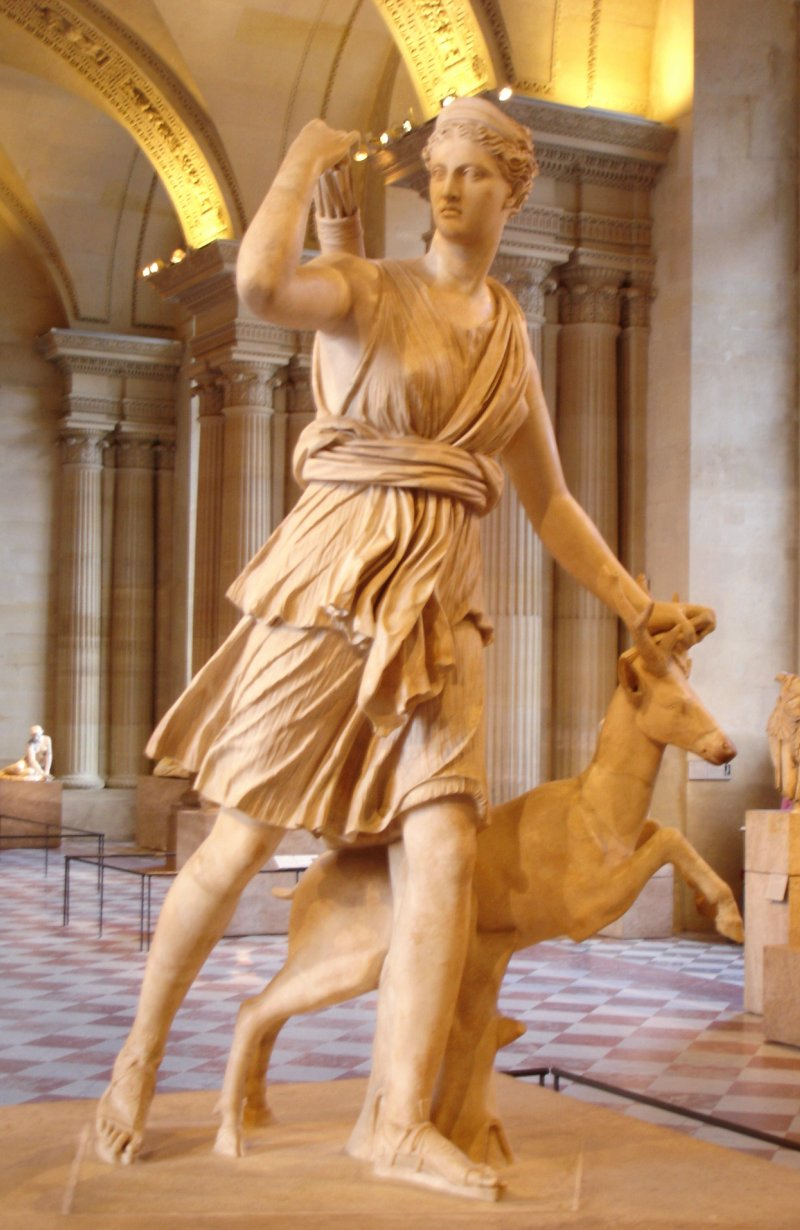
Артеміда
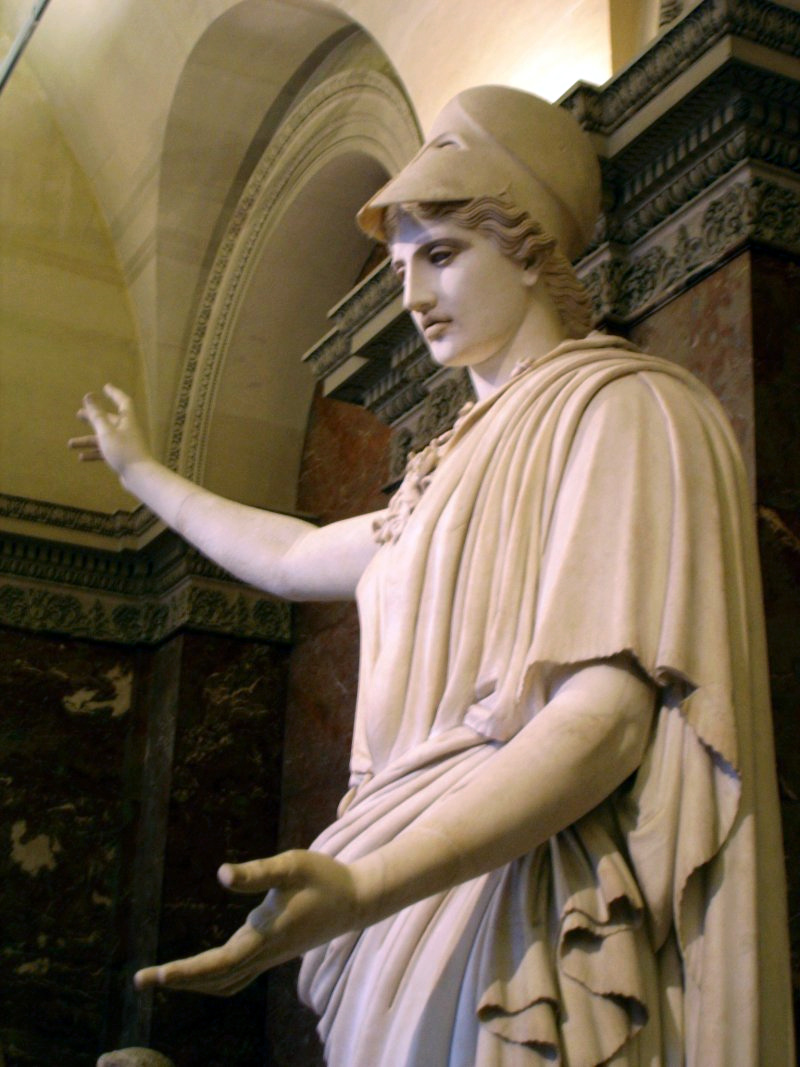
Афіна з Веллетри
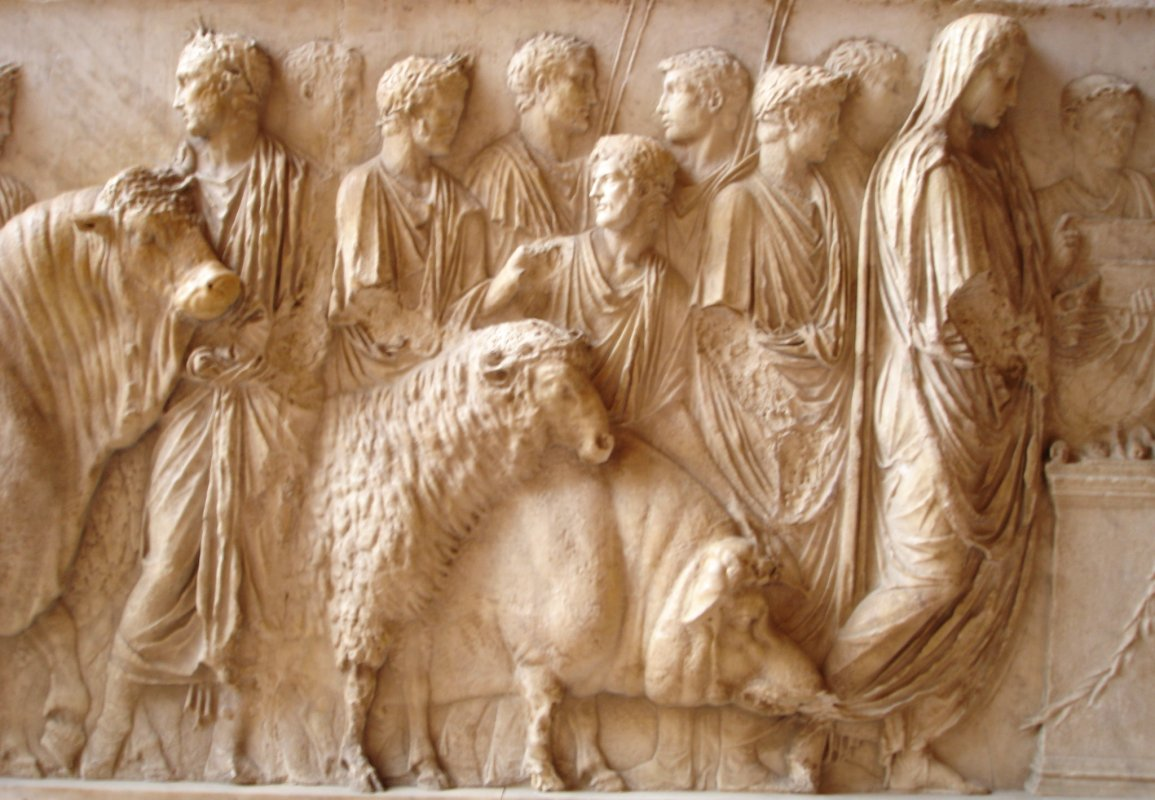
Жертви Марсу
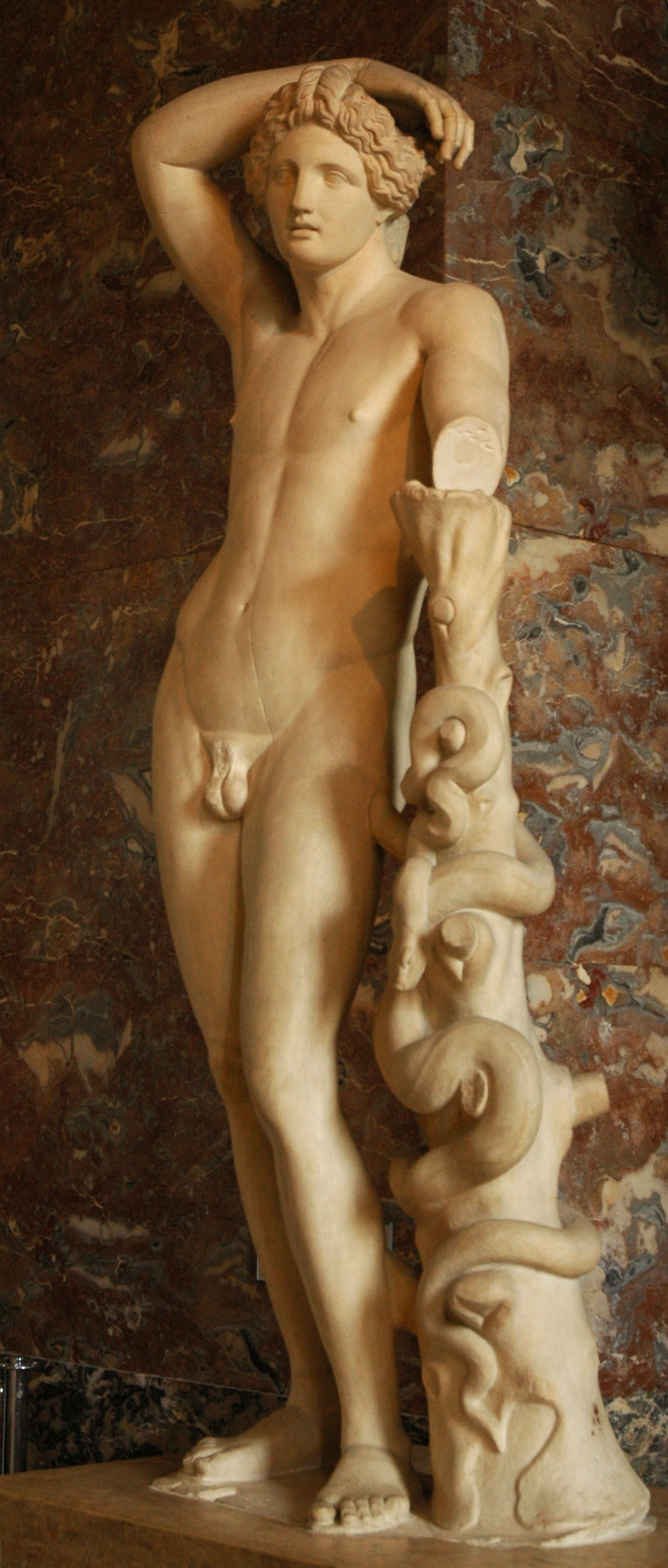
Аполлон
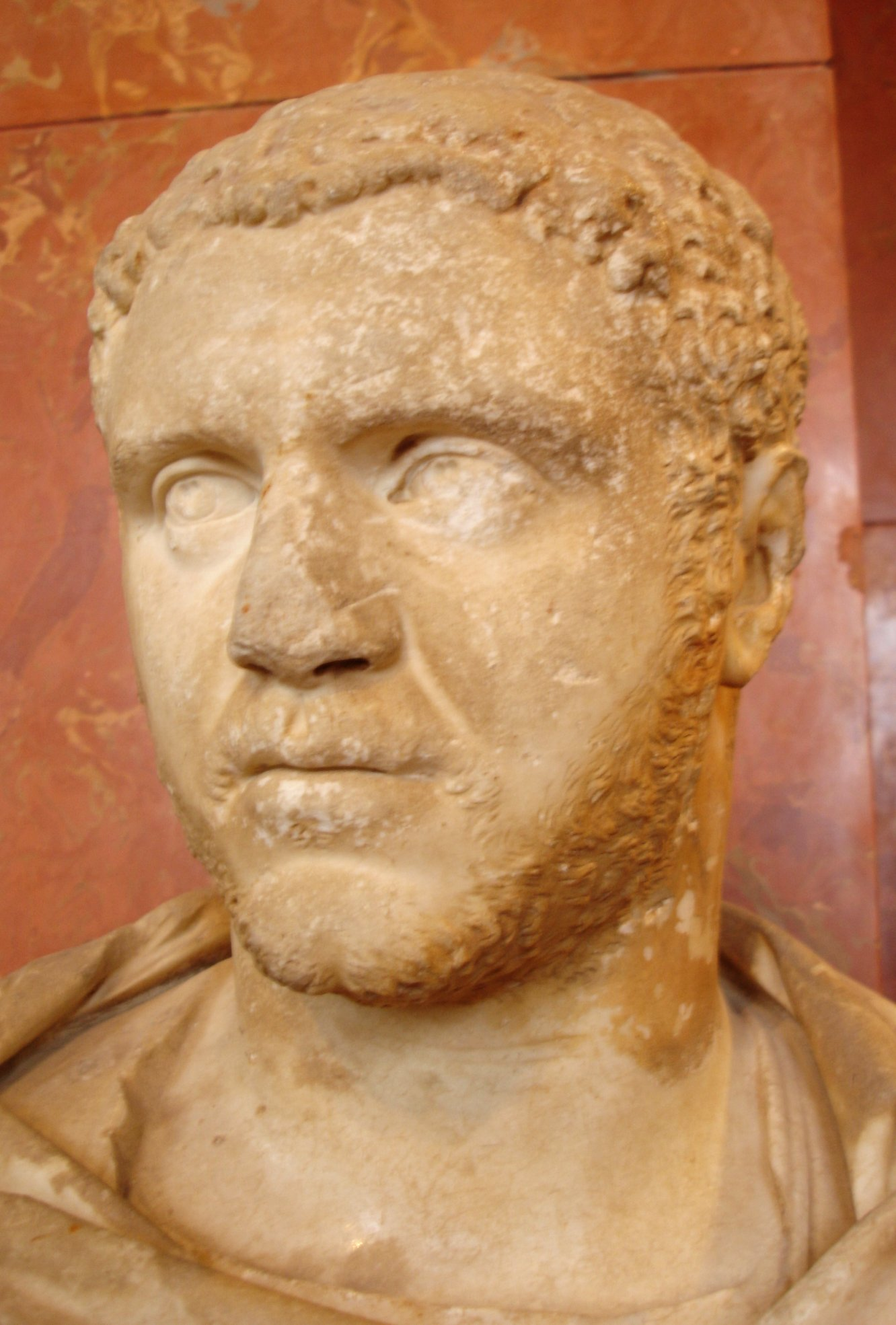
Каракалла
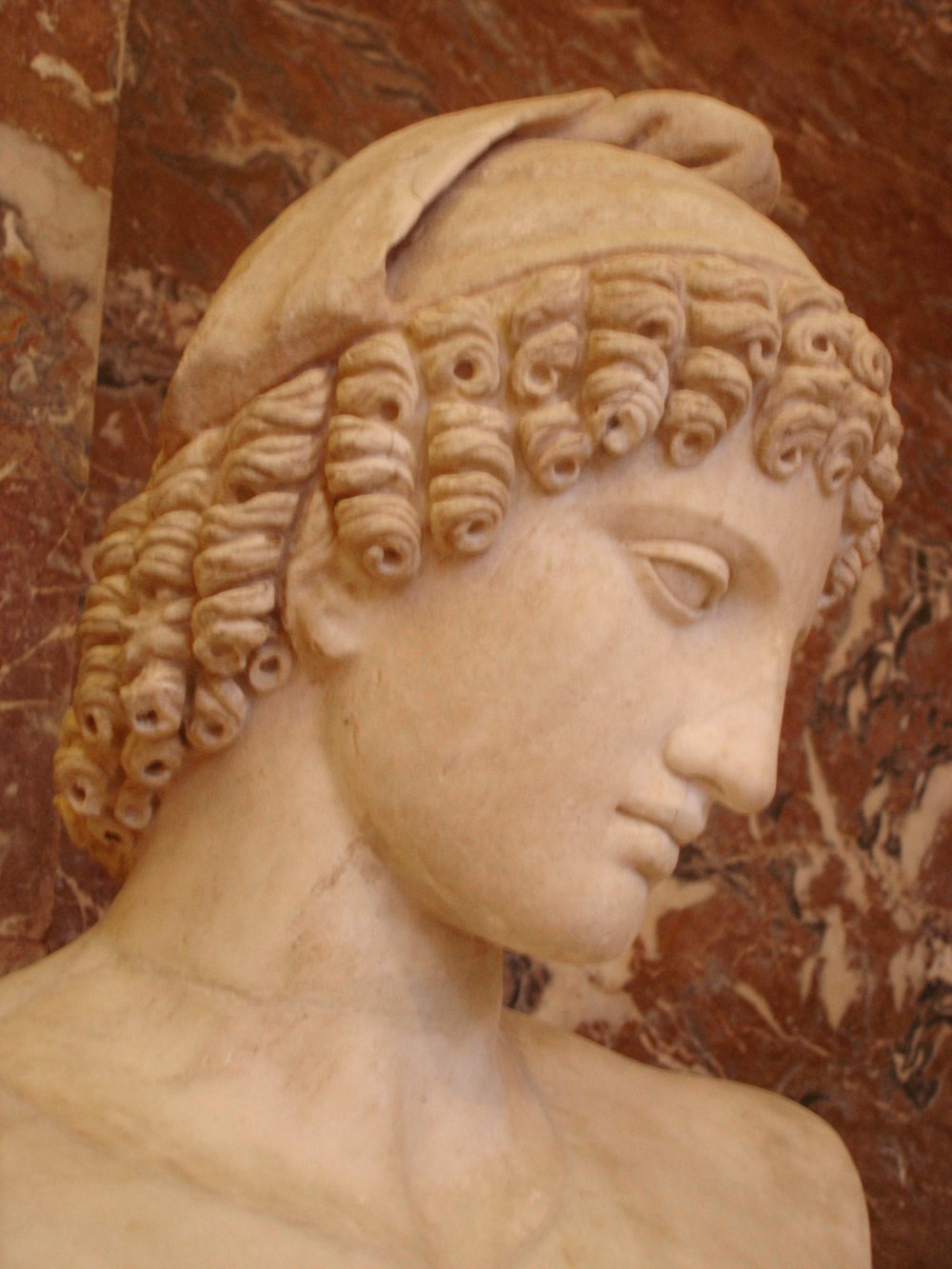
Ганімед
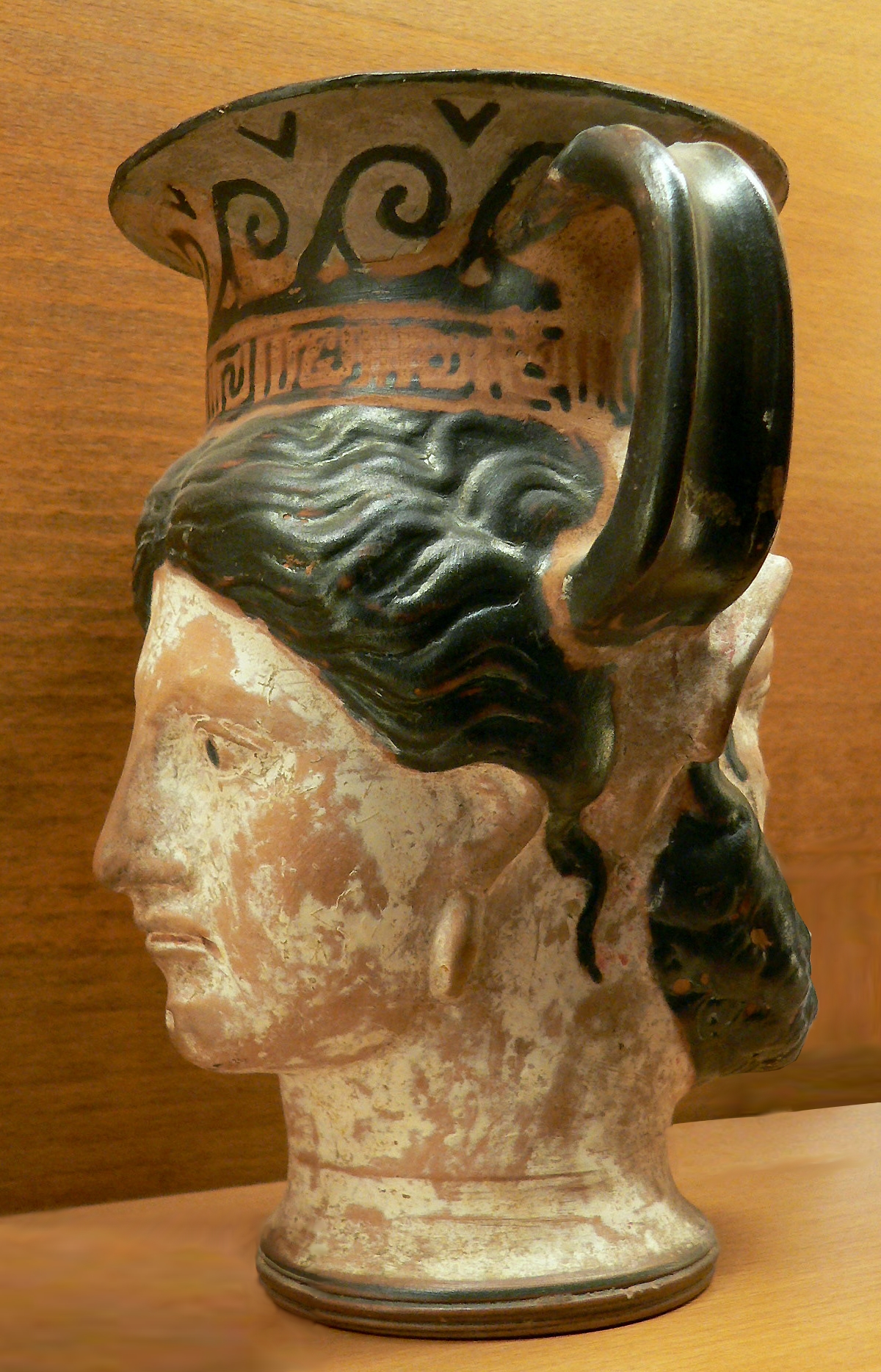
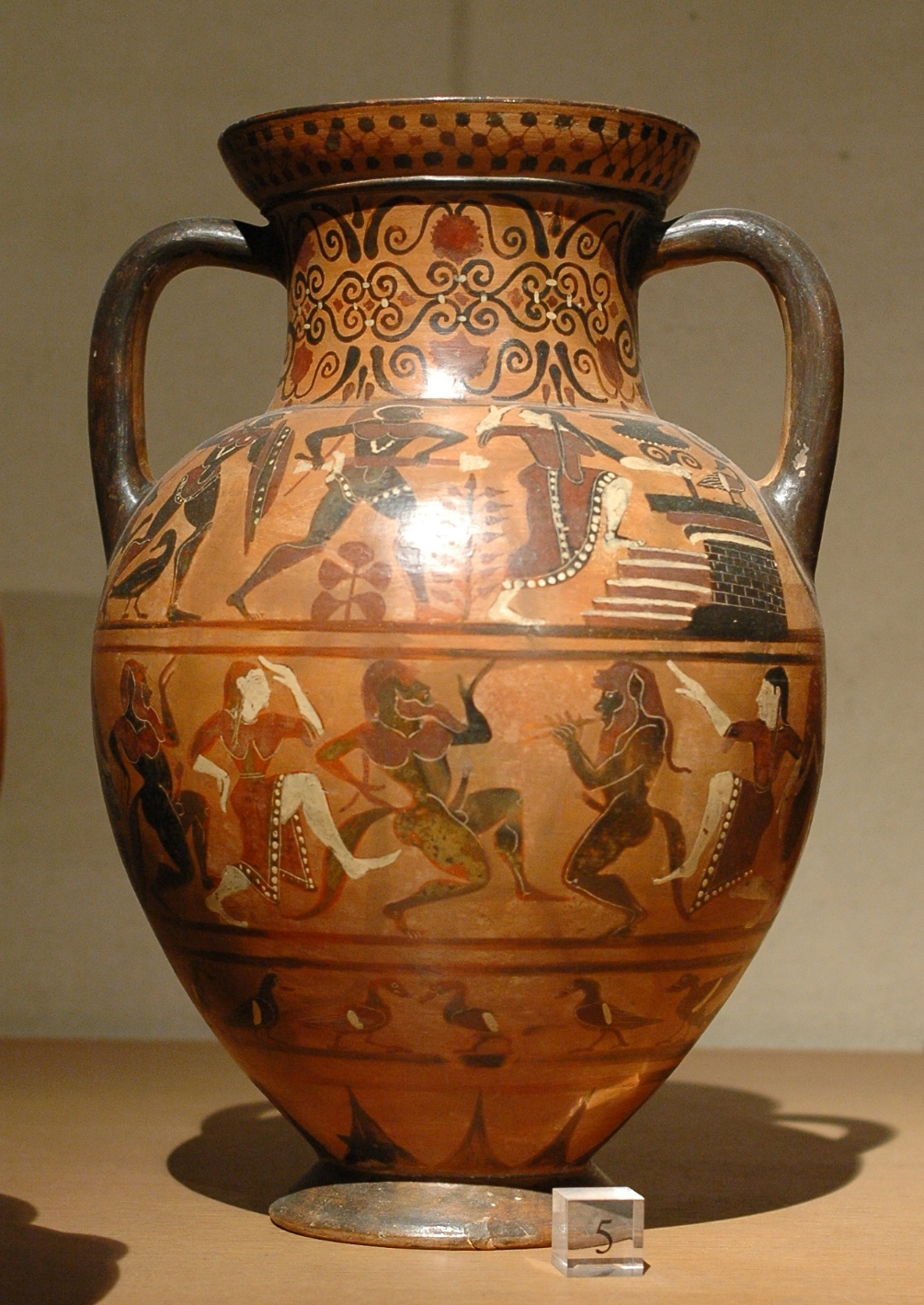
Етруська чорнофігурна амфора, Діомед та Поліксена, близько 540–530 до н. е.
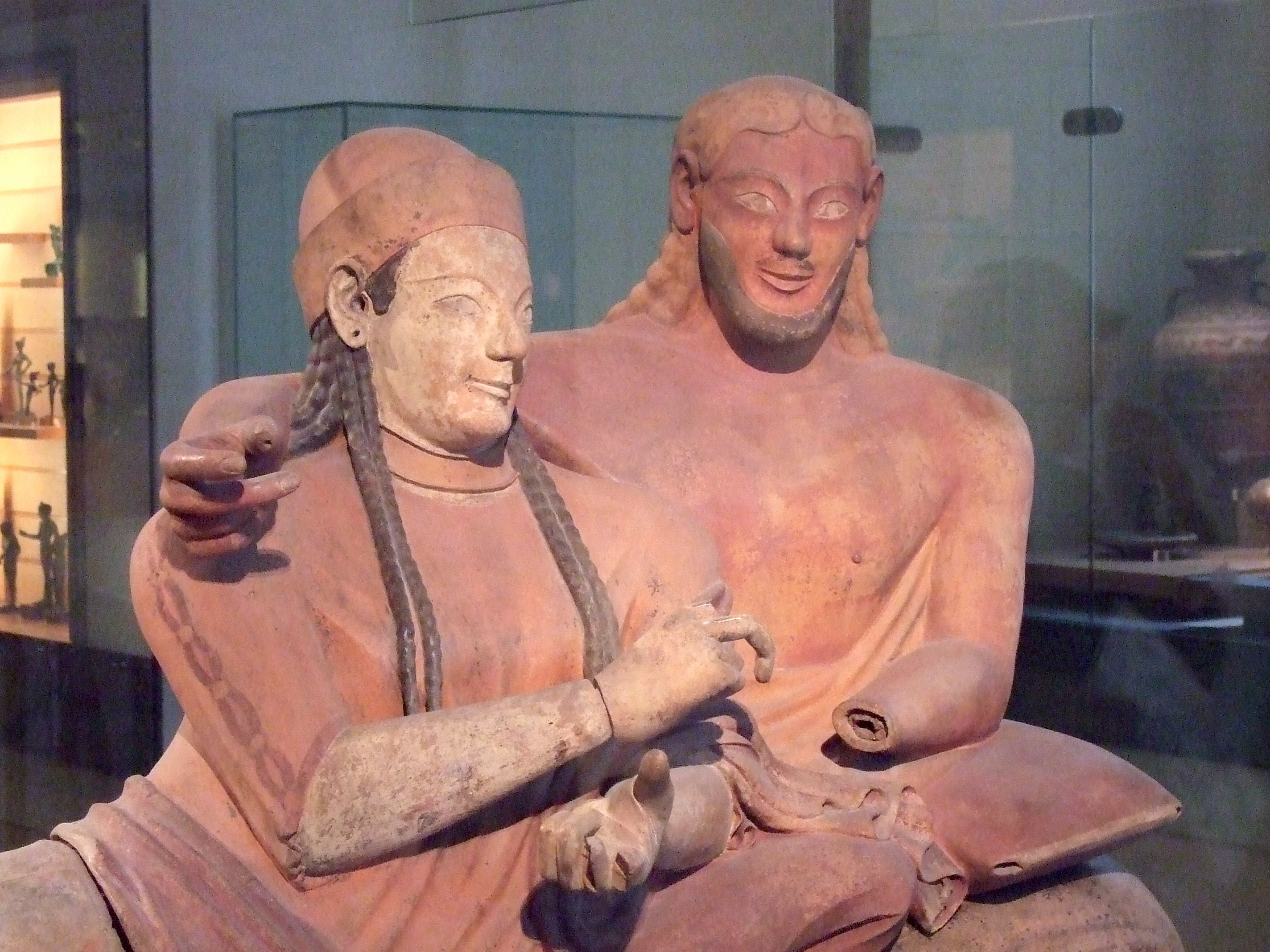
Етруський саркофаг, 520-510 до н. е.
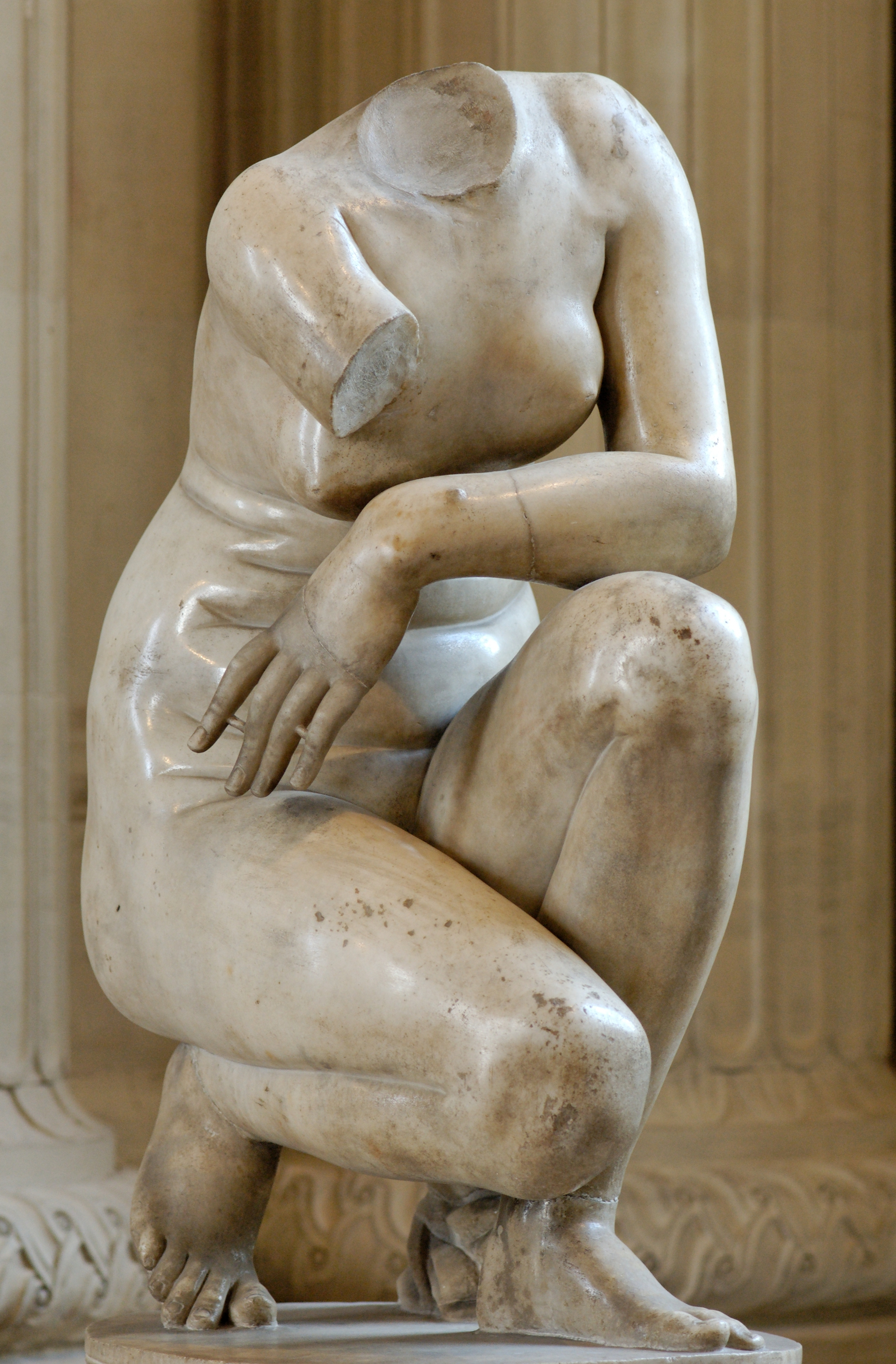
Афродита, 3 століття до н. е., римська копія 2 століття н. е.
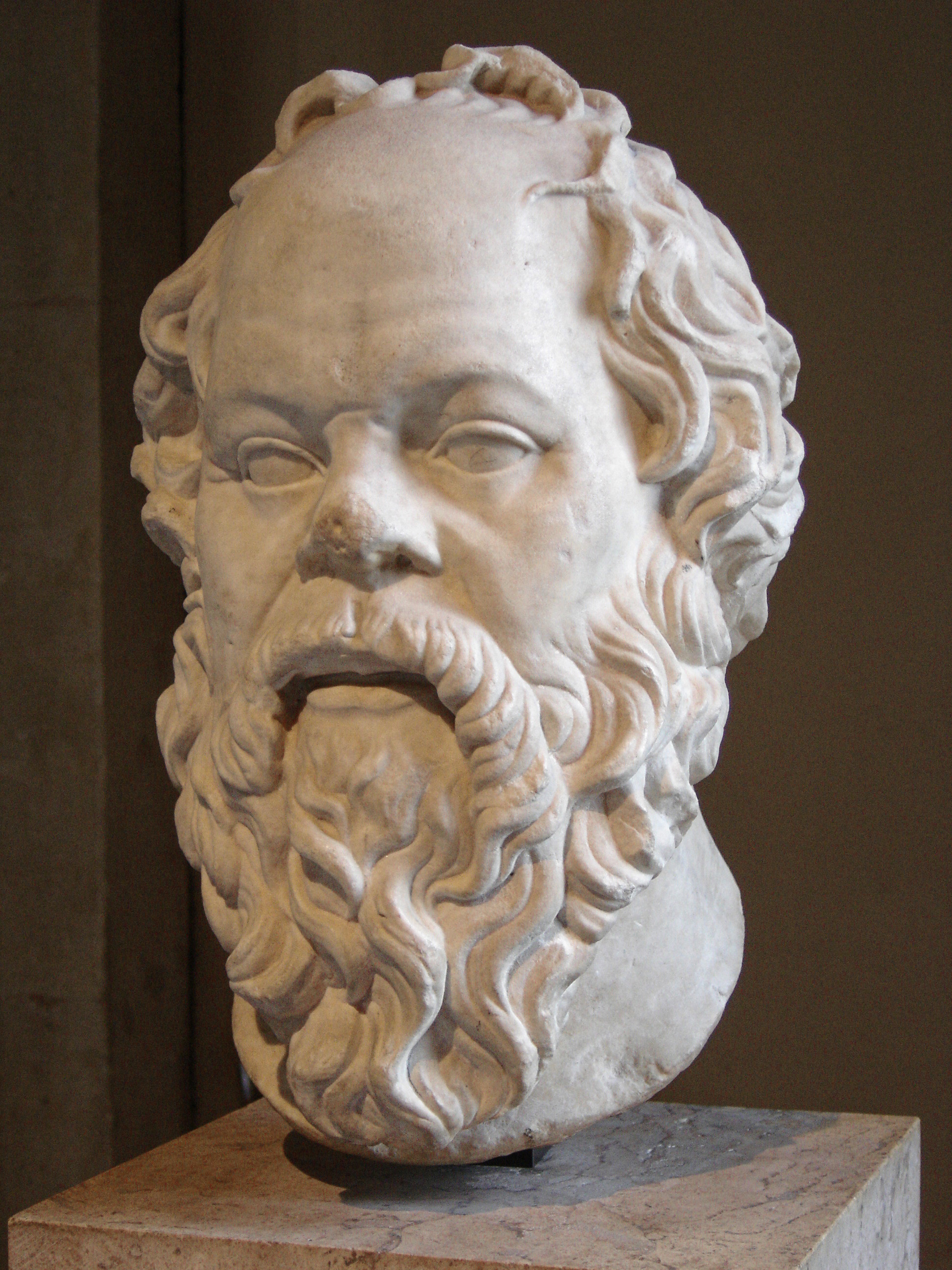
Сократ, римська копія скульптури Лісіппа, 1 століття н. е.
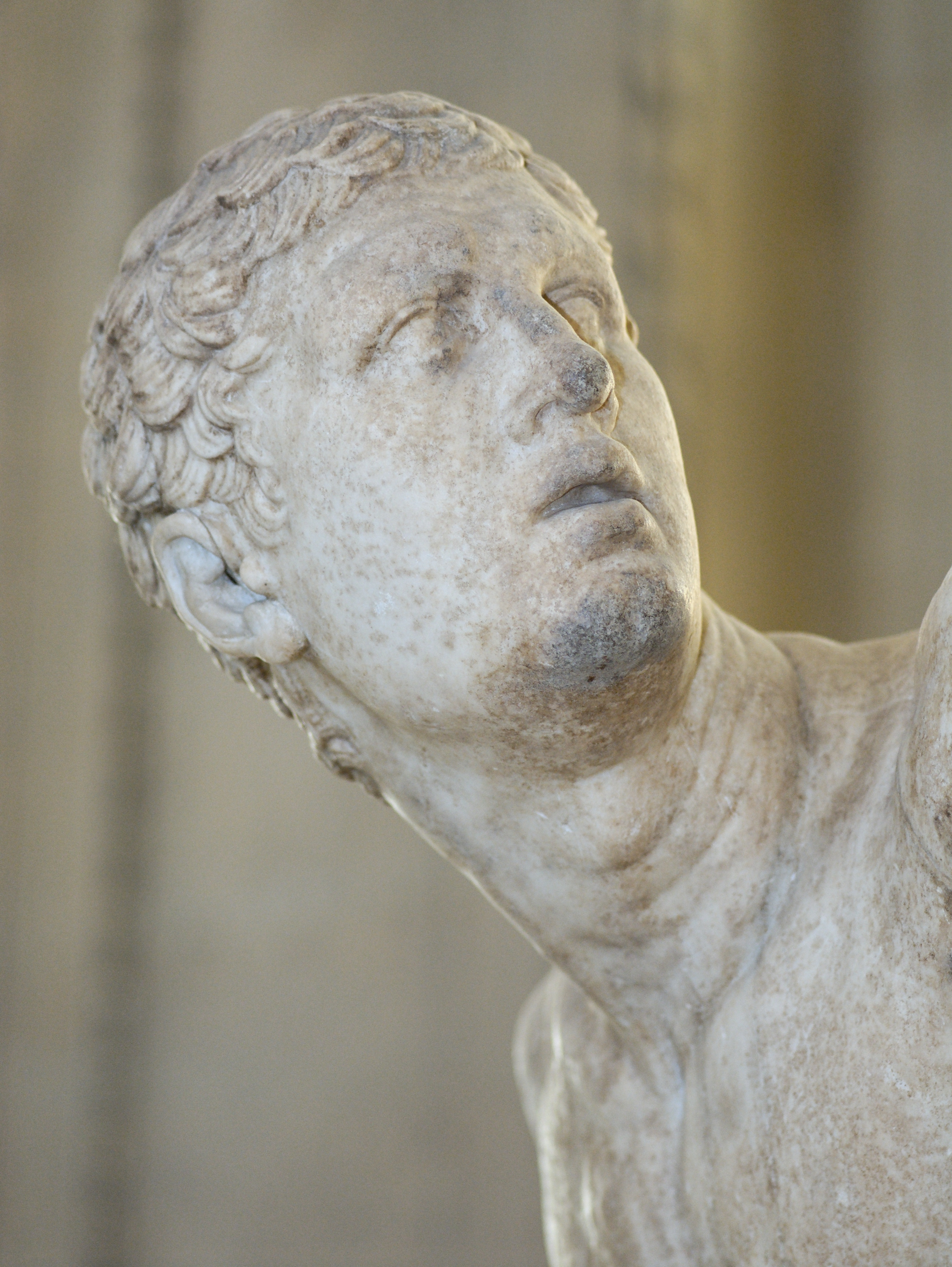
Боргезький борець, Агасій Ефеський, близько 100 н. е.
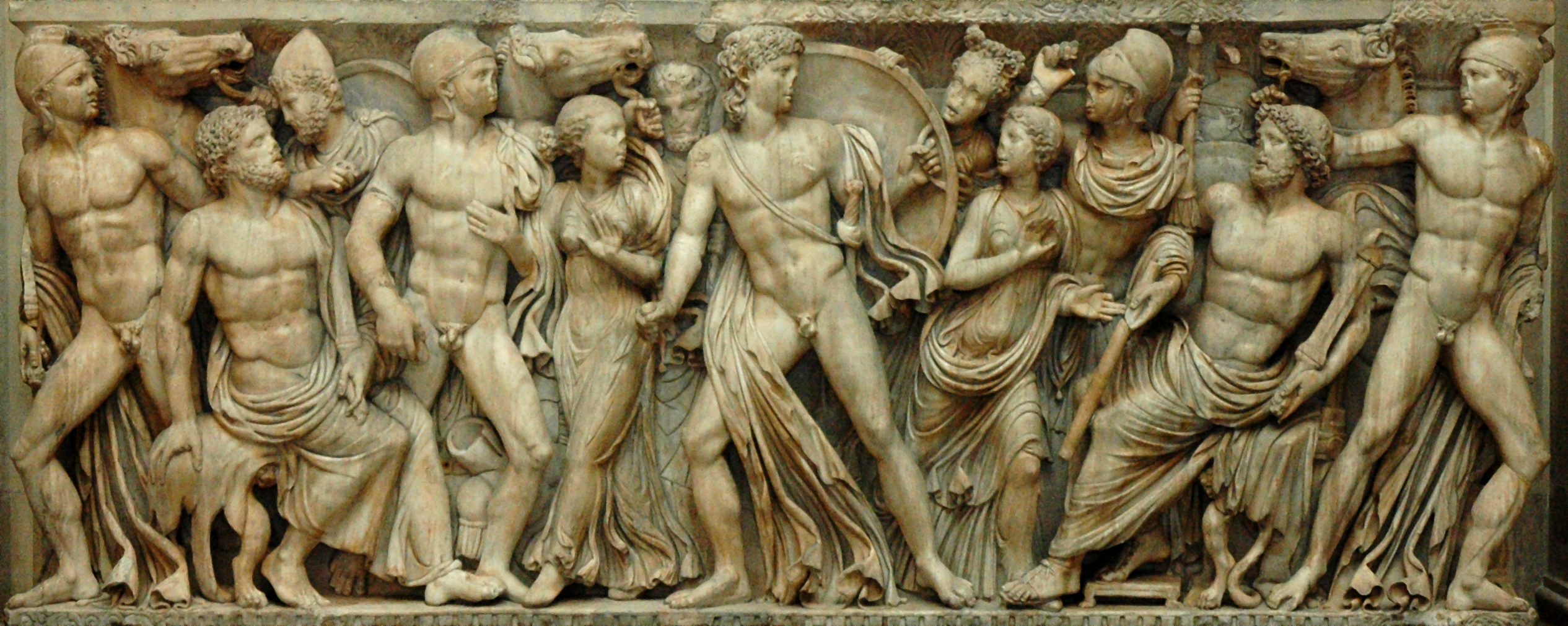
Фриз аттичного саркофаг: Ахіллес перед судом Лікомеда, 240 н. е.
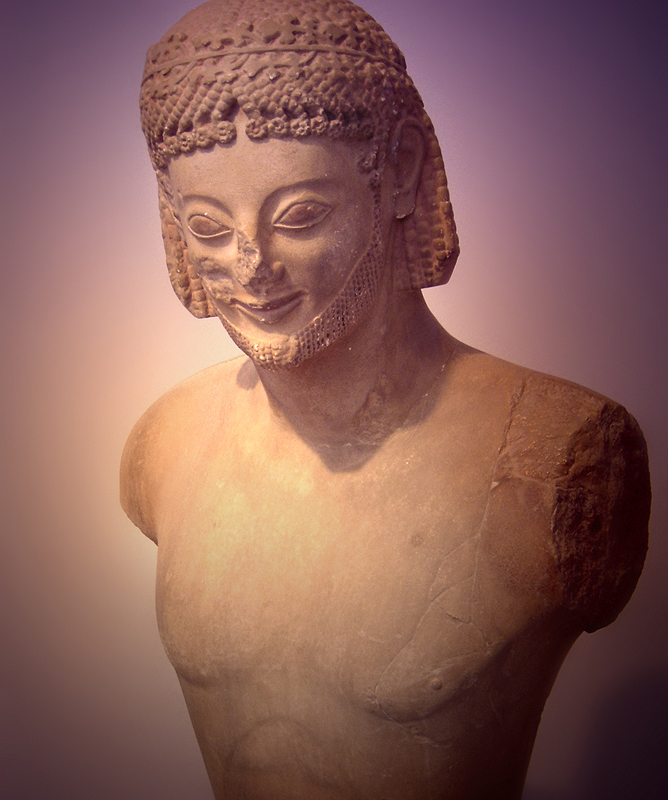
Рампінський вершник, Стародавні Афіни, близько 550 до н. е.
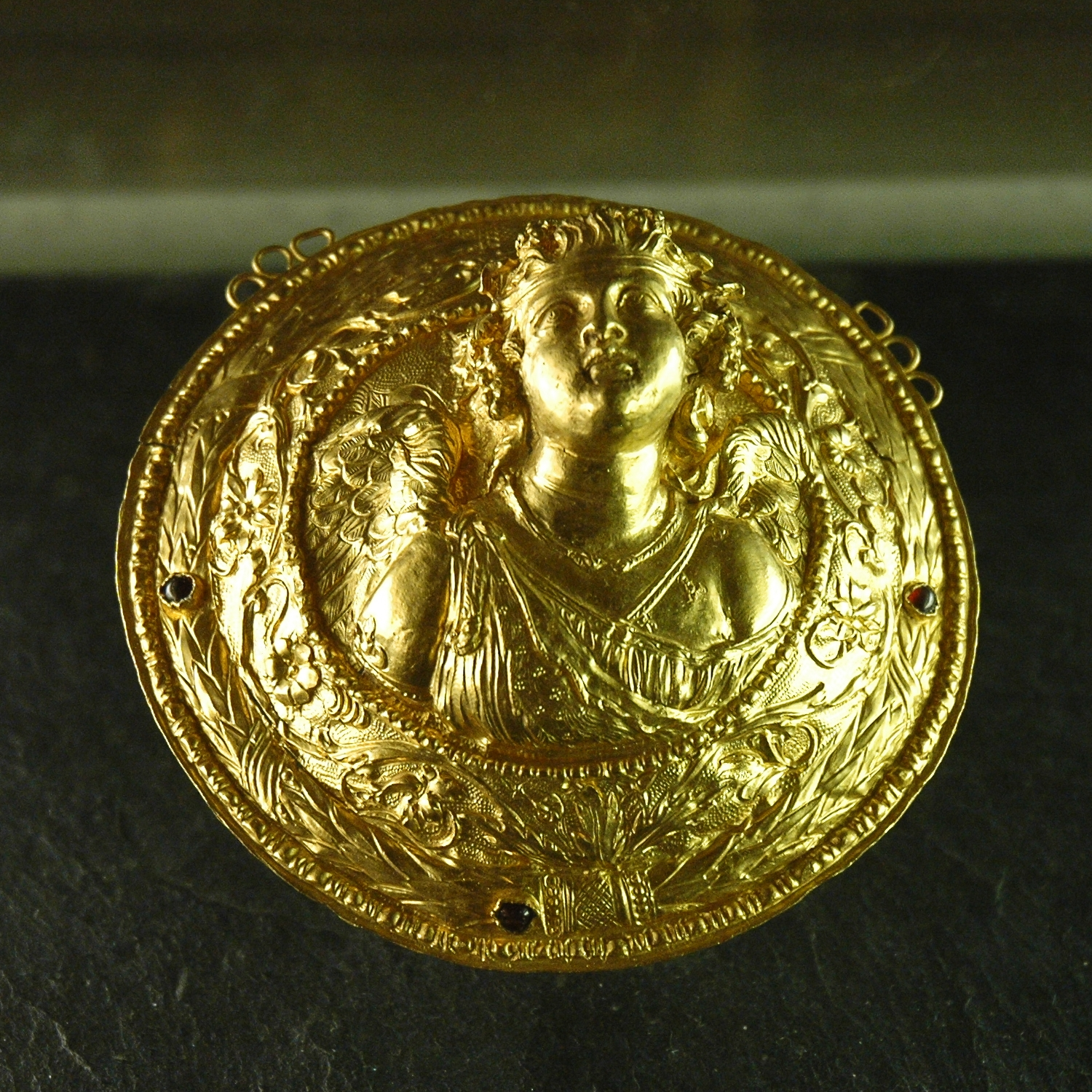
Медальйон з Еросом, еллінізм, близько 250–200 до н. е.
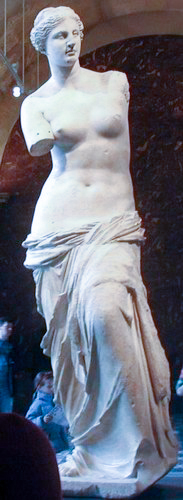
Венера Мілоська
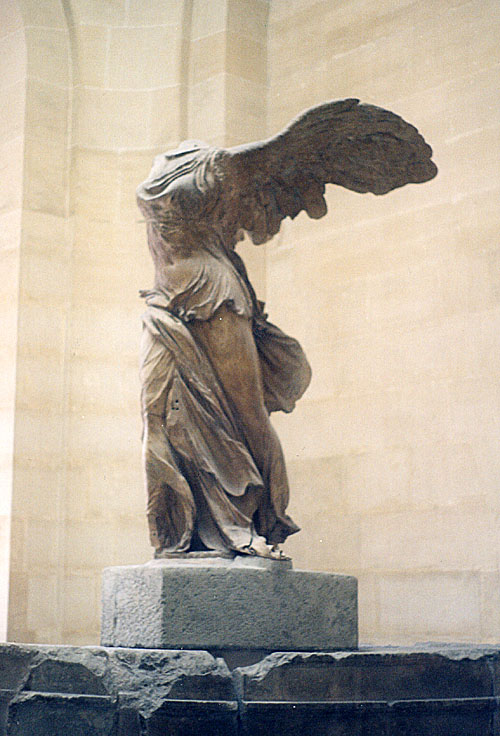
Ніка Самофракійська
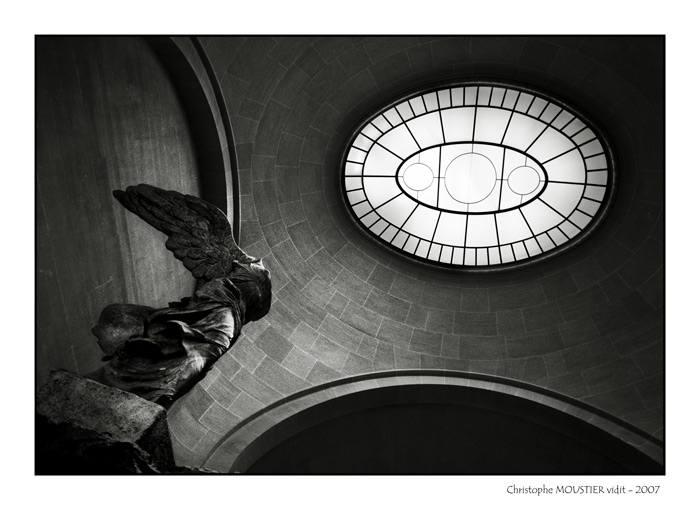
Ніка Самофракійська

## Галерея

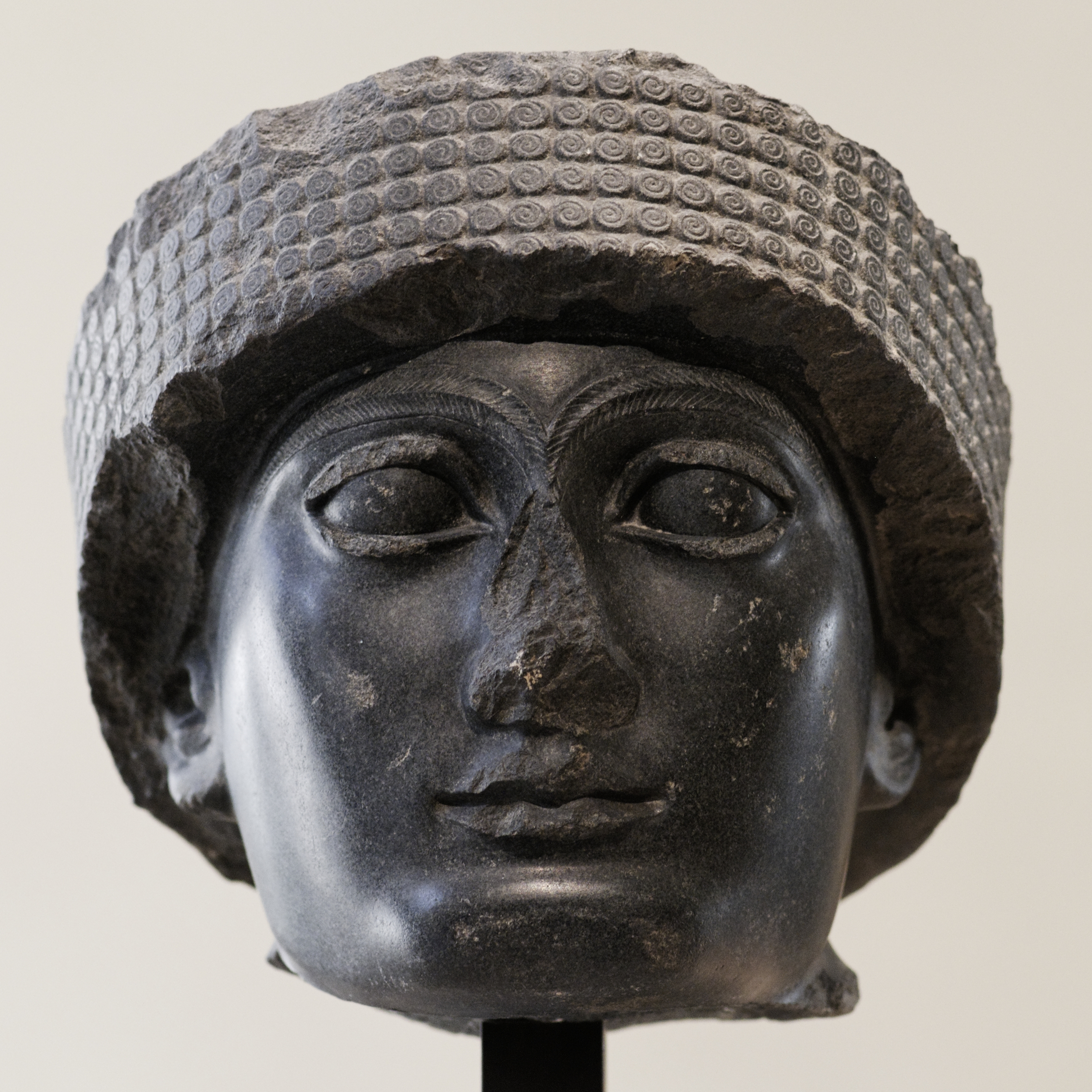
Близький Схід, голова Гудеа — принца Лагаша, діорит, близько 2120 до н. е.
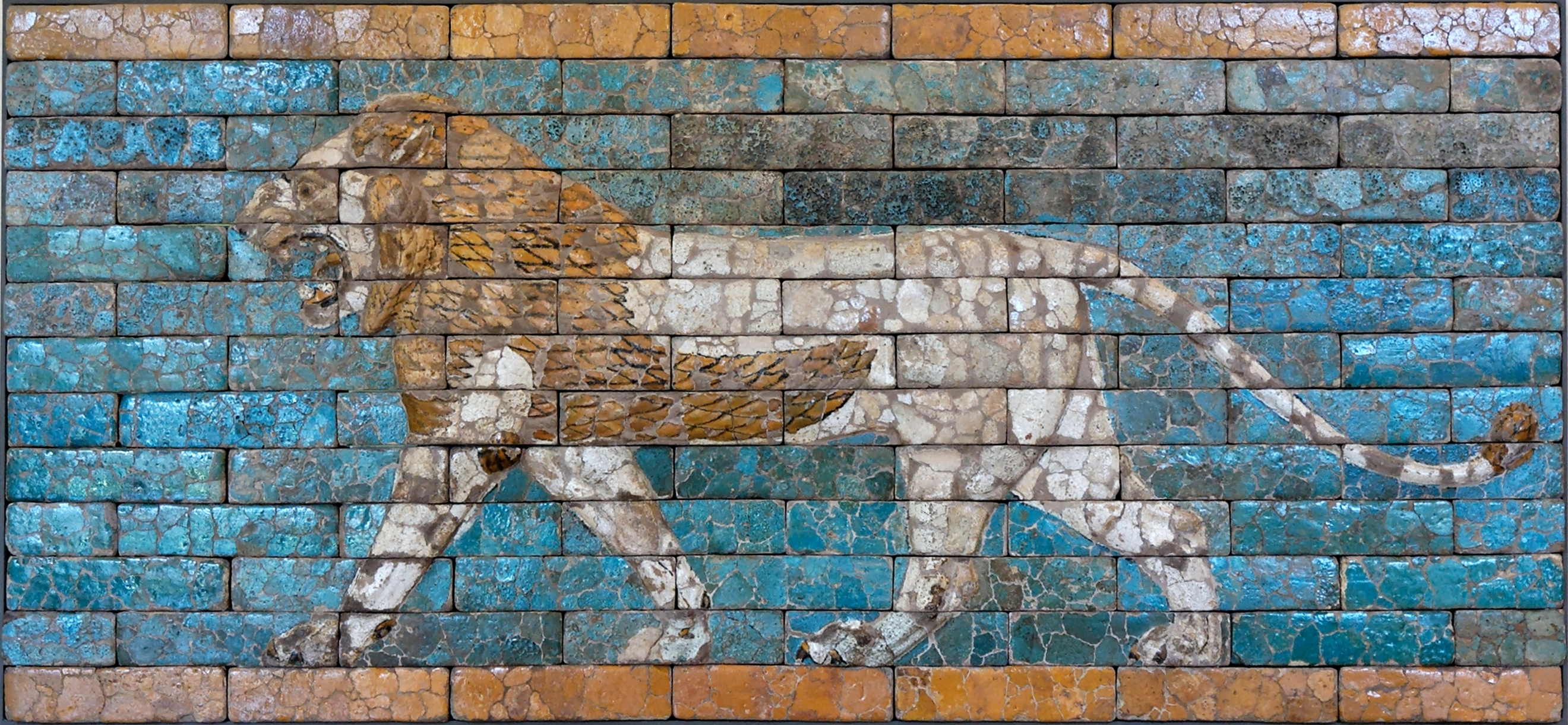
Зображення лева на глазурованій цеглі, Вавилон, 605–562 до н. е.
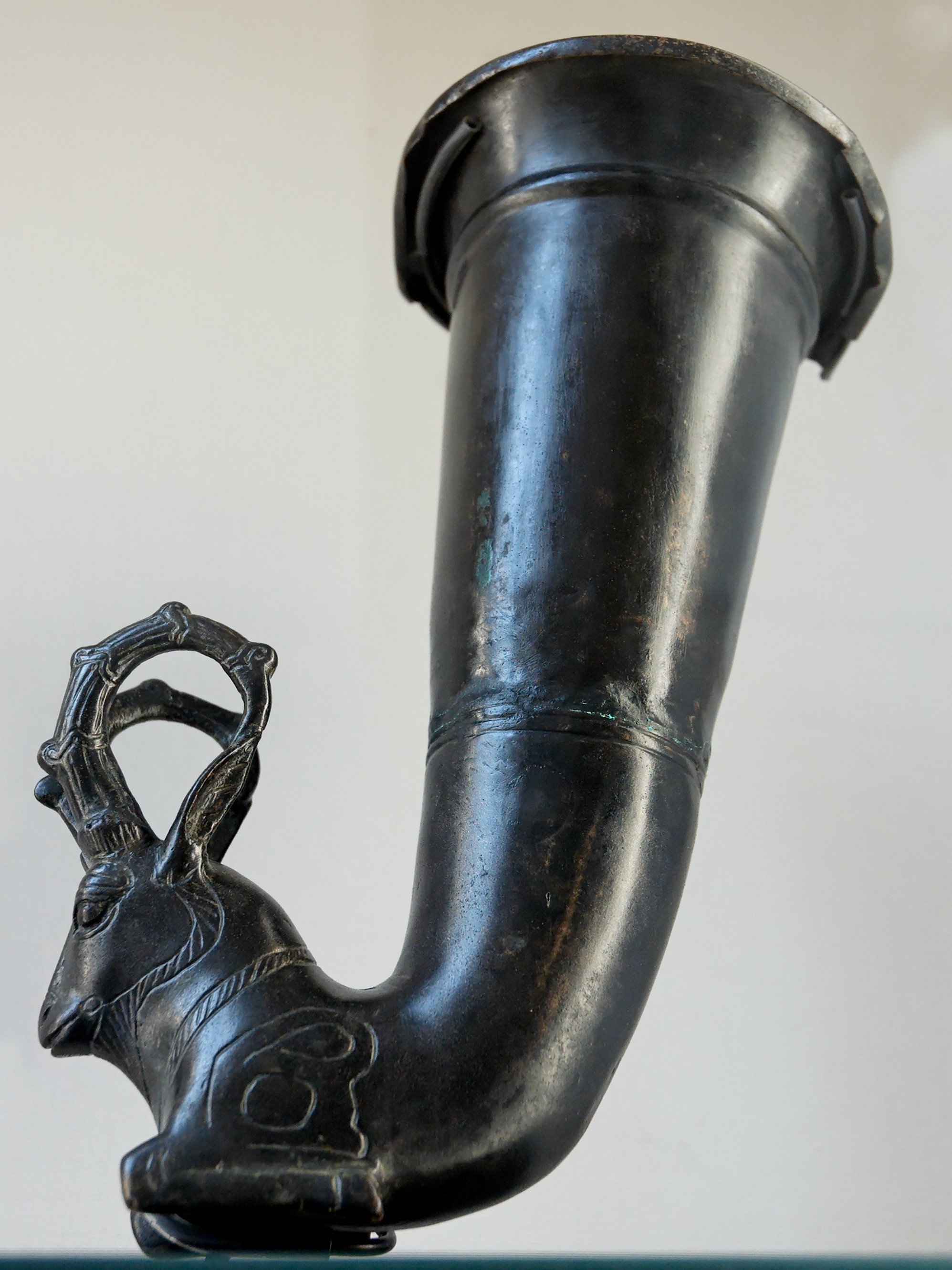
Ритон, Близький Схід, 600–300 до н. е.
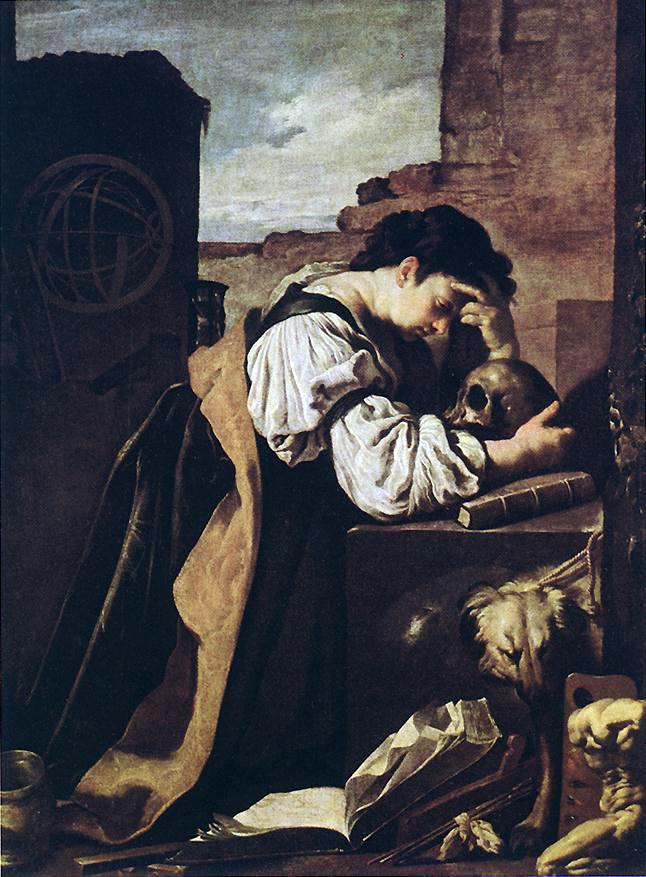
«Меланхолія», Доменіко Фетті